# 18 de septiembre
El 18 de septiembre  es el 261.º (ducentésimo sexagésimo primer) día del año en el calendario gregoriano y el 262.º en los años bisiestos. Quedan 104 días para finalizar el año.

## Acontecimientos
- 14: Tiberio es confirmado como emperador romano por el Senado.
- 96: muere asesinado el emperador romano Domiciano, acabando con él la dinastía Flavia. Nerva es proclamado nuevo emperador, iniciándose así la dinastía Antonina.
- 323: las tropas imperiales romanas al mando de Crispo derrotan a Licinio en la batalla naval de Crisópolis.
- 795: se produce la batalla de las Babias.
- 1180: Felipe Augusto se convierte en rey de Francia.
- 1502: Cristóbal Colón llega a Costa Rica en su cuarto y último viaje.
- 1544: Francisco I de Francia y Carlos I de España (y emperador del Sacro Imperio Romano Germánico), firman la Paz de Crépy, que supuso la salida de Carlos de la guerra italiana de 1542-1546.
- 1546: se produce la batalla de Iñaquito, que enfrentó a las fuerzas rebeldes de Gonzalo Pizarro (gonzalistas) contra los soldados leales al Virrey del Perú Blasco Núñez Vela (realistas).

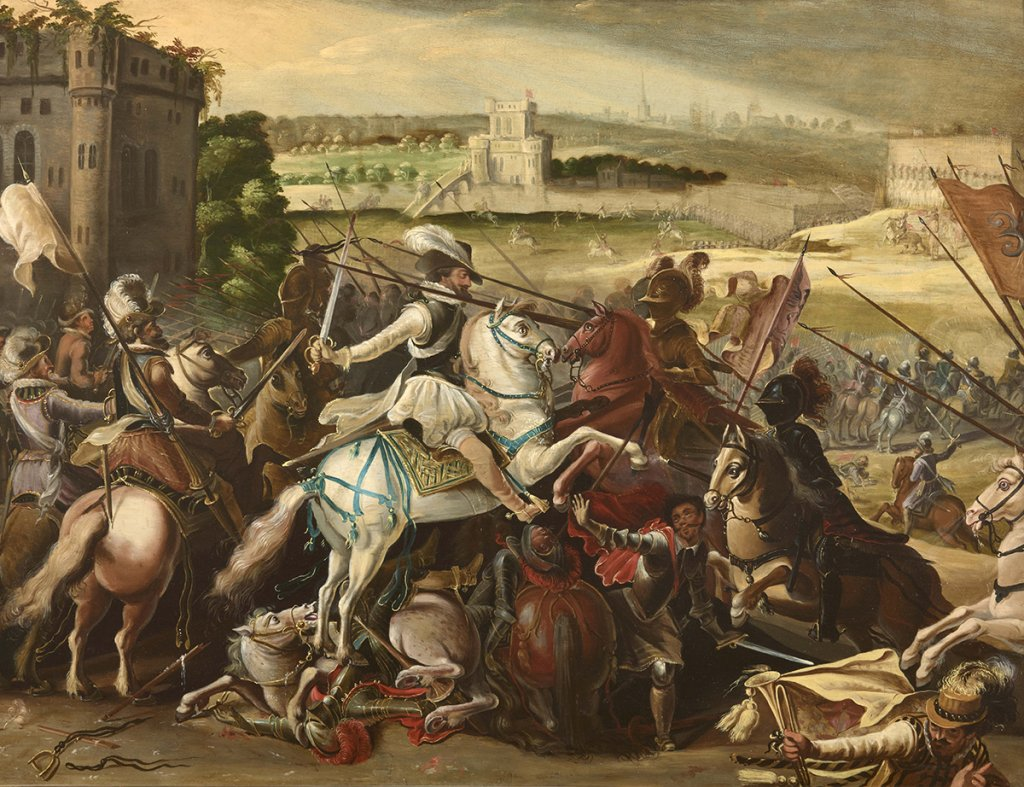
Enrique IV en Arques.

- 1589: el Ejército Real Francés de Enrique IV de Francia vence a las tropas de la Santa Liga de París, comandada por Carlos de Lorena en la batalla de Arques.
- 1635: Fernando II de Habsburgo declara la guerra a Francia.
- 1691: se produce la batalla de Leuze, una de las más famosas victorias de la caballería francesa en la Guerra de los Nueve Años.
- 1714: en España sucede la capitulación de Cardona en la Guerra de Sucesión Española.
- 1714: Jorge I de Inglaterra llega a Gran Bretaña por primera vez después de su coronación como rey el 1 de agosto.
- 1739: se firma el Tratado de Belgrado, entre el Imperio otomano y el Archiducado de Austria y que pone fin a la Guerra austro-turca (1737-39).
- 1759: en Canadá, en el marco de la Guerra de los Siete Años, los británicos capturan Quebec.
- 1793: se produce el sitio de Tolón, un enfrentamiento militar entre realistas franceses, partidarios de Luis XVII, y las fuerzas republicanas y revolucionarias de la Convención durante las Guerras Revolucionarias Francesas.
- 1799: en Venezuela, el naturalista alemán Alexander von Humboldt descubre la Cueva del Guácharo, en el Oriente del país.

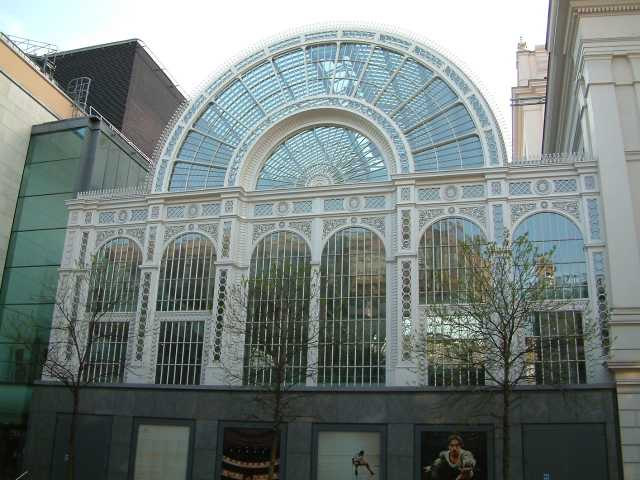
El Salón Floral de la Royal Opera House.

- 1809: en Londres se reabre la Royal Opera House después de que cerrara por un incendio.
- 1810: en Santiago (Chile) se reúne la Primera Junta de Gobierno, primer antecedente para la independencia y actualmente celebrada como fecha de las Fiestas Patrias en Chile.
- 1812: se extingue el incendio de Moscú, provocado por los ciudadanos para impedir la entrada de Napoleón y sus tropas. Se estima que tres cuartas partes de la ciudad de Moscú fueron destruidas por el fuego.
- 1832: en México, se produce la batalla de El Gallinero, donde los rebeldes de la tropa de Zacatecas comandadas por el general José Esteban Moctezuma fueron derrotados por las fuerzas presidenciales comandadas por el general y vicepresidente conservador Anastasio Bustamante.
- 1837: Tiffany and Co. (primeramente llamada Tiffany & Young) es fundada por Charles Lewis Tiffany y Teddy Young en Nueva York.
- 1838: se produce el Combate de Matucana, un enfrentamiento ocurrido durante la Guerra contra la Confederación Perú-Boliviana.
- 1838: el ecuatoriano José Rodríguez Labandera hace navegar al primer submarino latinoamericano, llamado Hipopótamo.
- 1851: en Estados Unidos se funda el periódico The New York Times.
- 1858: en México se produce la batalla de Ixtlahuaca, episodio de la Guerra de Reforma, donde las tropas liberales derrotan a las conservadoras.
- 1872: el rey Óscar II de Suecia accede al trono de Suecia-Noruega.
- 1873: en Filadelfia (Estados Unidos), se produce la quiebra de la compañía bancaria Jay Cooke and Company, dando lugar a un pánico bursátil con el que comenzó la primera de las grandes depresiones o crisis sistémicas del capitalismo, la Gran Depresión de 1873.
- 1882: el comandante argentino Luis Jorge Fontana (1846-1920) regresa de su viaje de exploración al entonces misterioso río Pilcomayo (que nace en Bolivia y separa las fronteras entre Paraguay y Argentina).
- 1897: en Uruguay, se produce el Pacto de la Cruz entre el Partido Colorado (presidido por Juan Lindolfo Cuestas) y la dirección del Partido Nacional, por el que se puso fin a la revolución de 1897 liderada por el caudillo Aparicio Saravia.
- 1904: en Lima (Perú) se funda el Lawn Tenis Club.
- 1914: en el marco de la Primera Guerra Mundial, tropas sudafricanas entran en el África del Sudoeste Alemana.
- 1922: Hungría es admitida en la Liga de las Naciones.
- 1927: en Newark, Nueva Jersey, Estados Unidos, inicia transmisiones la CBS, originalmente como emisora de radio, con una presentación por la Howard Barlow Orchestra desde su emisora principal, WOR-AM.
- 1928: en Alemania vuela por primera vez el Graf Zeppelin.
- 1928: Juan de la Cierva hace su primer vuelo por el Canal de la Mancha a bordo de su autogiro.
- 1930: en México inicia transmisiones la  XEW Radio.
- 1931: en la ciudad de Mendoza (Argentina) inicia transmisiones LV10 Radio de Cuyo.
- 1931: Japón invade Manchuria.
- 1934: la Unión Soviética es admitida en la Liga de las Naciones.
- 1937: en Ginebra, Suiza, el presidente del gobierno de la República Española Juan Negrín pronuncia un discurso ante la Sociedad de Naciones, denunciando la intervención de Italia y Alemania en la Guerra civil española en favor del bando sublevado.
- 1943: en Sobibór, en el marco de la Segunda Guerra Mundial, son masacrados los judíos de Minsk.
- 1943: en el marco de la Segunda Guerra Mundial, Adolf Hitler ordena la deportación de los judíos daneses.
- 1945: en Japón, el general estadounidense Douglas MacArthur traslada su comandancia a Tokio.
- 1947: entra en activo la USAF (United States Air Force: Fuerza Aérea de los Estados Unidos).
- 1948: el Gobierno de la Unión India acaba con la Campaña de Hyderabad por la cual se anexa el Estado independiente de Hyderabad y derroca a su nizam (gobernante) Asaf Jah VII.
- 1950: en Brasil se funda Rede Tupi, primera cadena de televisión de ese país.
- 1960: Fidel Castro llega a Nueva York como el jefe de la delegación de Cuba ante las Naciones Unidas.
- 1960: en La Habana (Cuba) ―en el marco de los ataques terroristas organizados por la CIA―, se produce un tiroteo en frente del Ayuntamiento de la ciudad. Resulta herido de bala el jefe de personal, comandante Jorge Páez Sánchez.[1]
- 1962: Burundi, Jamaica, Ruanda y Trinidad y Tobago son admitidas en las Naciones Unidas.
- 1964: las Fuerzas Armadas de la República Democrática de Vietnam comienzan la entrada en Vietnam del Sur.
- 1968: en México, 10 000 soldados del ejército ocupan la Ciudad Universitaria de la UNAM, deteniendo a varios estudiantes y líderes del movimiento estudiantil. Hay varios muertos y desaparecidos.
- 1973: las Bahamas y las dos Alemanias son admitidas en las Naciones Unidas.
- 1975: en Argentina se creó la asociación deportiva berazategui club que actualmente disputa la Primera C.
- 1977: el Voyager I toma la primera fotografía de la Tierra y la Luna juntos.
- 1980: el cubano Arnaldo Tamayo se convierte en el primer latinoamericano y el primer afrodescendiente en volar al espacio, a bordo de la nave soviética Soyuz-38.
- 1981: la Asamblea Nacional de Francia vota por la eliminación de la pena capital.
- 1984: Joe Kittinger completa el primer viaje en solitario en globo sobre el océano Atlántico.
- 1987: Jerzy Kukuczka se convierte en el segundo hombre, después de Reinhold Messner, en coronar todos los «ochomiles» (los catorce picos con altura superior a 8000 metros que existen en la Tierra).
- 1989: en Puerto Rico, el huracán Hugo causa graves daños.
- 1990: Liechtenstein se une a la ONU.
- 1990: en Tokio (Japón), la ciudad estadounidense de Atlanta es designada como sede de los Juegos Olímpicos del Centenario de 1996.
- 1992: en el sitio de pruebas de Nevada, Estados Unidos detona su bomba atómica Hunters Trophy. Es la penúltima de las 1132 bombas que Estados Unidos detonó entre 1945 y 1992.
- 1992: en España empieza Luar, uno de los programas más longevos de la historia de la televisión española.
- 1998: Corporación de Internet para la Asignación de Nombres y Números es creada.
- 1999: en España la eta declara una tregua indefinida de manera unilateral (concluida el tres de diciembre de 1999).
- 2001: en Estados Unidos comienzan los ataques con carbunco que durarían hasta el 9 de octubre de ese mismo año.
- 2006: en Buenos Aires (Argentina) desaparece Jorge Julio López, uno de los principales testigos en el juicio contra el excomisario Miguel Etchecolatz, quien estaba acusado por homicidios, torturas y desapariciones cometidas durante la dictadura cívicomilitar (1976-1983).
- 2009: tiroteo en la estación Balderas del metro de la Ciudad de México, donde resultan 2 personas muertas y 5 heridas.
- 2009: en Polonia sucede la explosión minera en Wujek-Śląsk.
- 2010: La OMS, declara el fin de la Pandemia de gripe A (H1N1).
- 2011: en Sikkim (India) sucede un terremoto.
- 2014: en Escocia se realiza un referéndum de independencia del Reino Unido.
- 2019: el cantante británico Liam Payne lanza su sencillo Stack It Up en colaboración con A Boogie wit da Hoodie.
- 2022: el Huracán Fiona impacta a Puerto Rico provocando fuertes lluvias e inundaciones.
- 2022: se filtraron videos de una versión inacabada del videojuego Grand Theft Auto VI en lo que se calificó como una de las mayores filtraciones de la industria de los videojuegos.

## Nacimientos

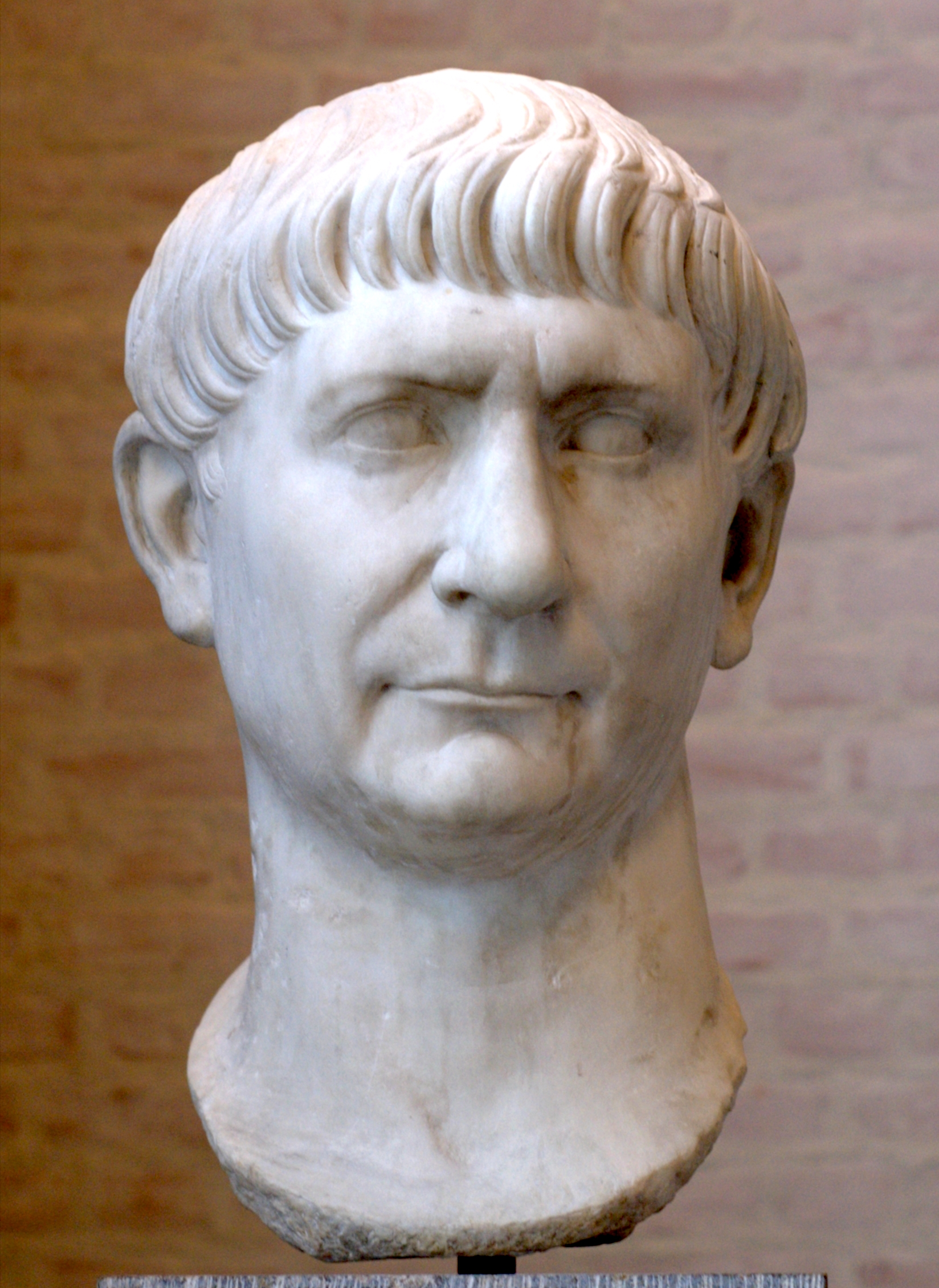
Trajano.

- 53: Trajano, emperador romano (f. 117).
- 1434: Leonor de Portugal y Aragón, aristócrata portuguesa, esposa del emperador Federico III de Habsburgo (f. 1467).
- 1495: Luis X de Baviera, aristócrata bávaro (f. 1545).
- 1505: María de Austria, reina húngara (f. 1558).
- 1539: Luis Gonzaga-Nevers, duque italiano (f. 1595).
- 1587: Francesca Caccini, compositora italiana del barroco (f. 1640 o 1941).
- 1619: Alonso de los Ríos y Berriz, religioso peruano (f. 1706).
- 1636: Pietro Sammartini, organista y compositor italiano (f. 1701).
- 1664: Anton Maria Maragliano, escultor italiano (f. 1739).
- 1676: Everardo Luis de Wurtemberg, aristócrata alemán (f. 1733).
- 1684: Johann Gottfried Walther, compositor alemán (f. 1748).
- 1709: Samuel Johnson, escritor y lexicógrafo británico (f. 1784).
- 1718: María Ana de Austria, princesa alemana (f. 1744).
- 1750: Tomás de Iriarte, escritor, poeta y dramaturgo español (f. 1791).
- 1752: Adrien-Marie Legendre, matemático francés (f. 1833).
- 1764: Mauro Gandolfi, pintor italiano (f. 1834).
- 1765: Gregorio XVI, papa católico entre 1831 y 1846 (f. 1846).
- 1779: Ludolf Christian Treviranus, botánico alemán (f. 1864).
- 1779: Tomás Roda Rodríguez, obispo español (f. 1858).
- 1782: José Tomás Boves, militar español (f. 1814).
- 1786: Cristián VIII de Dinamarca, rey de Noruega y Dinamarca (f. 1848).
- 1786: Justinus Kerner, poeta alemán (f. 1862).
- 1795: Kondrati Ryléyev, revolucionario ruso (f. 1826).
- 1795: Tomás de Heres, militar y político venezolano (f. 1842).
- 1804: Charles-Emmanuel Sédillot, médico francés (f. 1883).
- 1809: Armand Barbès, político francés (f. 1870).
- 1815: Juan José Pérez Vergara, político chileno (f. 1882).

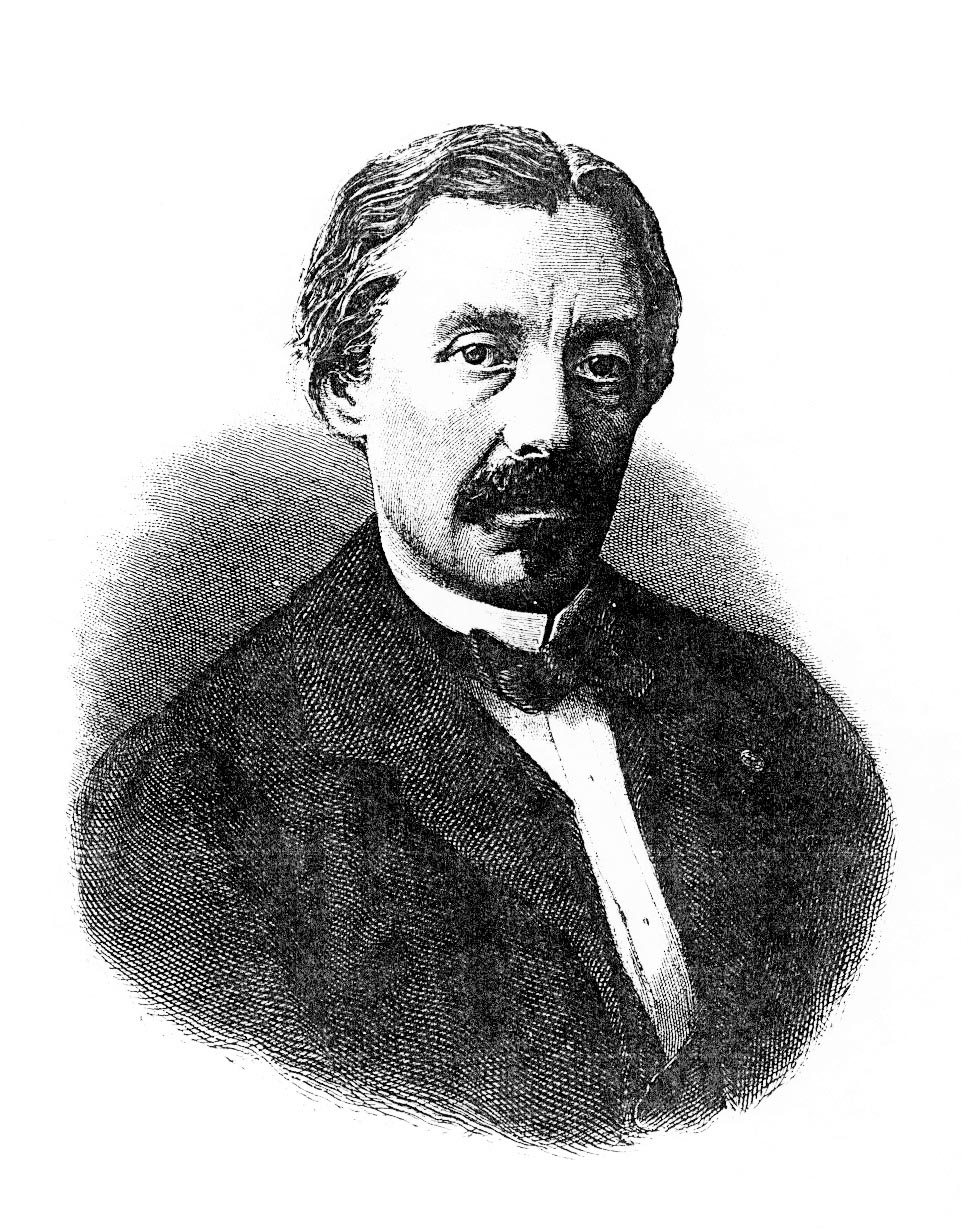
León Foucault.

- 1819: León Foucault, físico francés (f. 1868).
- 1822: Tomás Gallo Goyenechea, empresario y político chileno (f. 1896).
- 1826: Próspero García, político argentino (f. 1894).
- 1830: José Tomás de Cuéllar, escritor y político mexicano (f. 1894).
- 1832: Tomás Martín Feuillet, poeta y escritor panameño (f. 1862).
- 1836: Anton Goering, pintor y zoólogo alemán (f. 1905).
- 1838: Anton Mauve, pintor neerlandés (f. 1888).
- 1841: Carlos M. Elías, político peruano (f. 1907).
- 1841: George William Ross, político canadiense (f. 1914).
- 1844: Cassius Marcellus Coolidge, pintor estadounidense (f. 1934).
- 1846: Bernhard Moritz Carl Ludwig Riedel, médico alemán (f. 1916).
- 1850: Désiré Briden, escultor francés (f. 1936).
- 1858: Pedro Nel Ospina, militar y político colombiano (f. 1927).

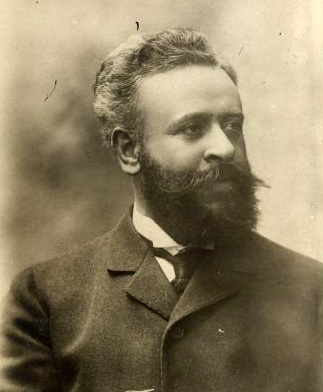
Alberto Franchetti.

- 1860: Adolfo González Posada, jurista, sociólogo y escritor español (f. 1944).
- 1860: Alberto Franchetti, compositor italiano (f. 1942).

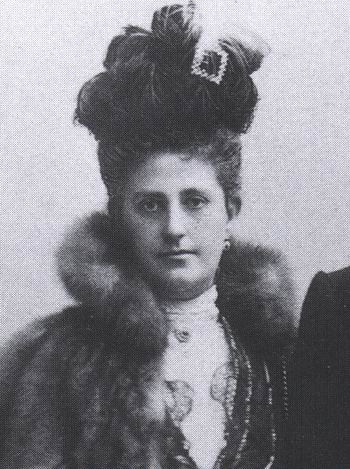
María Teresa de Austria-Toscana.

- 1862: María Teresa de Austria-Toscana, archiduquesa de Austria (f. 1933).
- 1863: Adolfo Orma, político argentino (f. 1947).
- 1863: Lamberto Alonso, pintor y tenor español (f. 1929).
- 1870: Clark Wissler, antropólogo estadounidense (f. 1947).
- 1872: Carl Friedberg, compositor alemán (f. 1955).
- 1874: Oskari Mantere, pedagogo y político finlandés (f. 1942).
- 1875: Tomás Burgos Sotomayor, emprendedor chileno (f. 1945).
- 1876: Enrico Guazzoni, cineasta y guionista italiano (f. 1949).
- 1879: Tomás Rueda Vargas, escritor y educador colombiano (f. 1943).
- 1882: Henry Edwards, actor y cineasta británico (f. 1952).
- 1882: Ulrica Nisch, religiosa católica alemana (f. 1913).
- 1883: Alberto Weisbach, escritor uruguayo (f. 1929).
- 1885: Uzeyir Hajibeyov, compositor, dramaturgo y publicista de Azerbaiyán (f. 1948).
- 1887: Armando Discépolo, dramaturgo argentino (f. 1971).
- 1887: Walter de Navazio, pintor argentino (f. 1921).
- 1888: Casilda Fernández, aristócrata española (f. 1987).
- 1888: Toni Wolff, psiquiatra suiza (f. 1953).
- 1889: Leslie Morshead, militar y empresario australiano (f. 1959).
- 1890: Tomás Bilbao, arquitecto y político español (f. 1954).
- 1890: Anastasio de Gracia, sindicalista y político español (f. 1981).
- 1890: Enrique Gorostieta Velarde, militar mexicano (f. 1929).

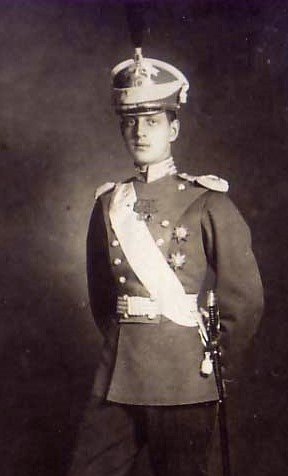
Demetrio Románov.

- 1891: Demetrio Románov, príncipe ruso (f. 1942).
- 1891: Rafael Pérez y Pérez, escritor español (f. 1984).
- 1891: Mercedes Gaibrois de Ballesteros, historiadora española (f. 1960).
- 1893: Victorio Blanco, actor mexicano (f. 1977).
- 1893: Joaquín Manuel Gutiérrez, futbolista y entrenador costarricense (f. 1983).
- 1893: William March, escritor estadounidense (f. 1954).
- 1893: Frederic Marès, escultor español (f. 1991).
- 1894: Fay Compton, actriz británica (f. 1978).
- 1894: Ermilo Abreu Gómez, escritor, historiador y periodista mexicano (f. 1971).
- 1895: Gregorio Pedro XV Agagianian, cardenal armenio (f. 1971).

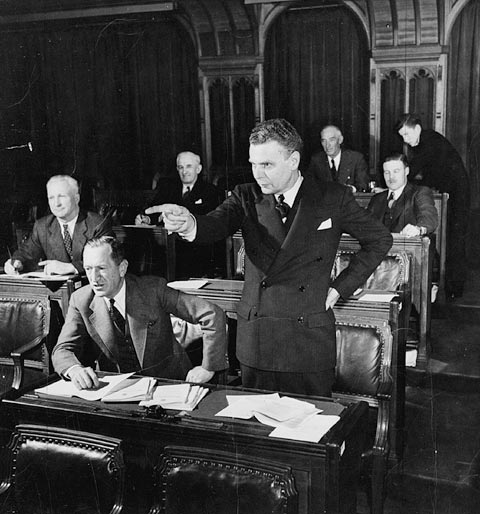
John George Diefenbaker.

- 1895: John George Diefenbaker, político canadiense y Primer ministro de Canadá (f. 1979).
- 1895: Tomoji Tanabe, supercentenario japonés (f. 2009).
- 1897: Pablo Sorozábal, compositor español (f. 1988).
- 1897: Nikolái Moskalev, artista, artista gráfico, pintor, cartelista y medallista soviético (f. 1968)
- 1899: Ricardo Cortez (Jakob Krantz), actor y latin lover judío vienés de cine mudo (f. 1977).
- 1899: Eleazar Guzmán Barron, médico, bioquímico e investigador peruano (f. 1957).
- 1900: Walther Wenck, militar nazi (f. 1982).
- 1901: Harold Clurman, cineasta estadounidense (f. 1980).
- 1901: Eduard Junyent, sacerdote, historiador y arqueólogo español (f. 1978).
- 1902: Eduardo Bottinelli, médico y político uruguayo (f. 1978).
- 1902: Willy Zielke, fotógrafo y cineasta alemán (f. 1989).
- 1903: Jorge Carrera Andrade, poeta ecuatoriano (f. 1978).
- 1905: Enrique Caballero Aburto, político mexicano (f. 1975).
- 1905: Greta Garbo, actriz sueca (f. 1990).
- 1905: Agnes de Mille, bailarina y coreógrafa estadounidense (f. 1993).
- 1905: José Zanier, ingeniero ítalo-argentino (f. 1973).
- 1907: Leon Askin, actor austríaco (f. 2005).
- 1907: Edwin Mattison McMillan, químico estadounidense, premio nobel de química en 1951 (f. 1991).
- 1908: Víktor Ambartsumián, científico soviético (f. 1996).
- 1909: Vasco José Taborda Ribas, escritor, profesor y lingüista brasileño (f. 1997).
- 1910: Joseph Tal, compositor israelí (f. 2008).
- 1911: Carmen Kurtz, escritora española (f. 1999).
- 1911: Manuel Pérez Guerrero, economista y político venezolano (f. 1985).
- 1912: Carlos René Correa, escritor chileno (f. 1999).
- 1912: María de la Cruz Toledo, activista y periodista chilena (f. 1995).
- 1913: Anselmo Pardo Alcaide, entomólogo español (f. 1977).
- 1913: Marta Rocafort, aristócrata española, segunda esposa de Alfonso de Borbón (f. 1993).

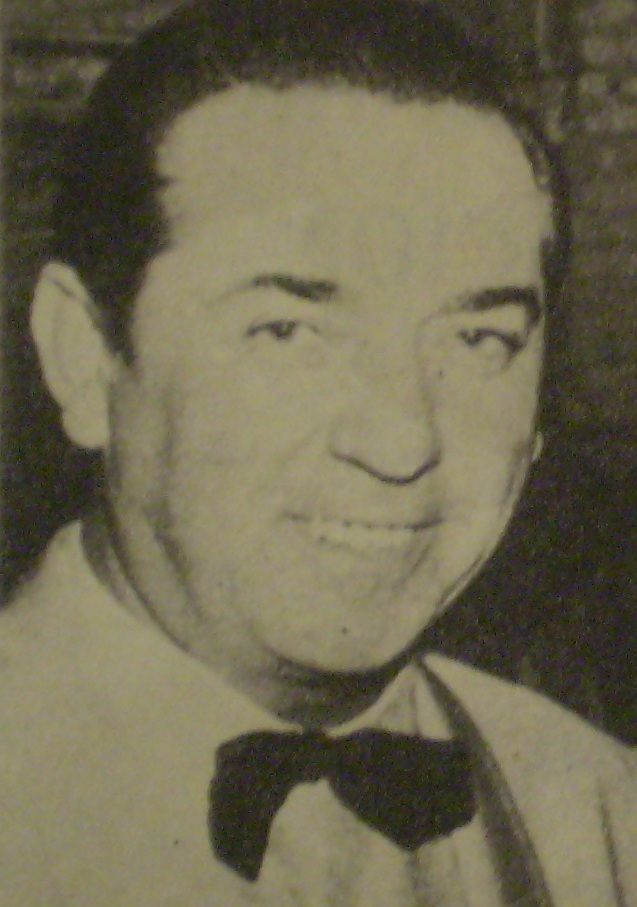
Antonio Tormo.

- 1913: Antonio Tormo, cantante folklórico argentino (f. 2003).
- 1915: Jilma Madera, artista plástica cubana, escultora del Cristo de La Habana (f. 2000).
- 1915: Eduardo Boza Masvidal, religioso cubano (f. 2003).
- 1916: Osvaldo Brandao, futbolista y entrenador brasileño (f. 1989).
- 1916: Rossano Brazzi, actor y cantante italiano (f. 1994).
- 1917: Jozsef Asboth, tenista húngaro (f. 1986).
- 1917: Pedro Coronado Arrascue, educador peruano (f. 1963).
- 1917: June Foray, actriz estadounidense (f. 2017).
- 1918: Hank Penny, músico estadounidense (f. 1992).
- 1918: José Pérez Gil, pintor español (f. 1998).
- 1919: Diana Lewis, actriz estadounidense (f. 1997).
- 1920: Jack Warden, actor estadounidense (f. 2006).
- 1923: Ana de Borbón-Parma, aristócrata francesa, esposa del rey de Rumanía (f. 2016).
- 1923: Frank Socolow, saxofonista estadounidense (f. 1981).
- 1923: Peter Smithson, arquitecto británico (f. 2003).
- 1923: Xavier Valls, pintor español (f. 2006).
- 1924: J.D. Tippit, policía estadounidense (f. 1963).
- 1926: Enrico Maria Salerno, actor y cineasta italiano (f. 1994).
- 1926: James Cooley, matemático estadounidense (f. 2016).
- 1926: Joe Kubert, escritor e ilustrador estadounidense (f. 2012).
- 1926: José Naranjo, futbolista mexicano (f. 2012).

1928:

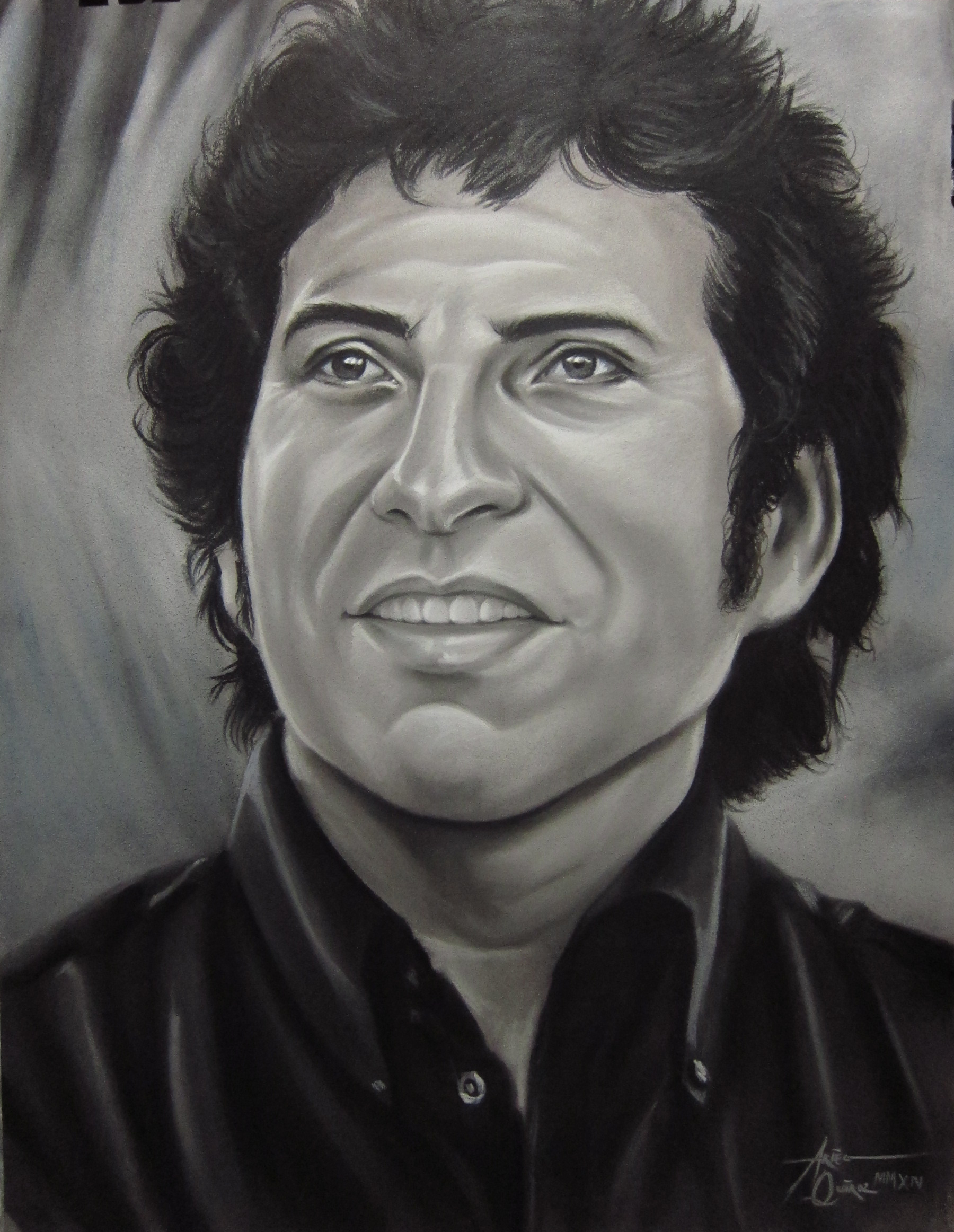
Víctor Jara

- 1928: Franco Franchi, actor italiano (f. 1992).
- 1928: Iris Alonso, actriz argentina (f. 2018).
- 1930: Ignacio Moisés I Daoud, religioso sirio, patriarca de la Iglesia romana (f. 2012).

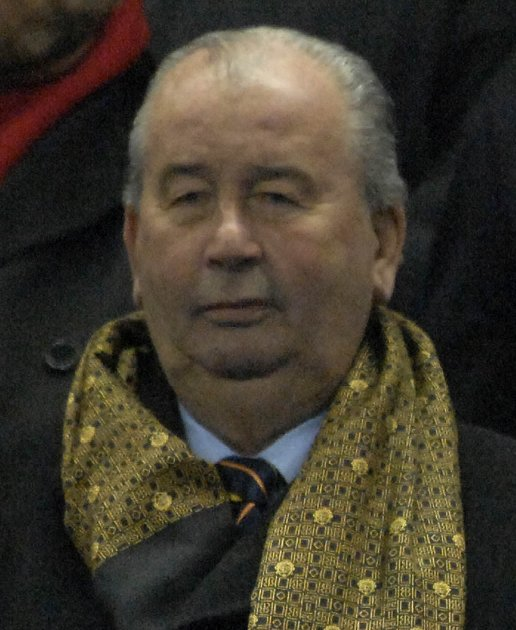
Julio Grondona.

- 1931: Julio Grondona, dirigente deportivo argentino (f. 2014).
- 1932: Luis Ayala, tenista chileno.
- 1932: Leonardo Hagel Arredondo, cirujano y político chileno (f. 2004).
- 1932: Hisashi Owada, diplomático japonés.
- 1932: Adalberto Rodríguez, futbolista argentino.
- 1932: Víctor Jara, cantautor chileno (f. 1973).
- 1933: Julio César Strassera, abogado y fiscal argentino (f. 2015).
- 1933: Leonid Mikhailovich Kharitonov, cantante soviético de ópera (f. 2017).
- 1933: Mijaíl Semiónov, baloncestista soviético.
- 1933: Robert Blake, actor estadounidense (f. 2023).
- 1933: Robert Foster Bennett, político estadounidense (f. 2016).
- 1937: José Andreu García, jurista portorriqueño (f. 2019).
- 1938: Domingo Arcángel López, futbolista argentino (f. 2021).
- 1939: Billy Robinson, luchador estadounidense (f. 2014).
- 1939: Fred Willard, cómico y actor estadounidense (f. 2020).
- 1939: Jorge Sampaio, político portugués, presidente de Portugal entre 1996 y 2006 (f. 2021).
- 1940: Frankie Avalon, actor y cantante estadounidense.
- 1940: Abbas el Fassi, primer ministro marroquí.
- 1941: Michael Hartnett, poeta irlandés (f. 1999).
- 1941: Bobby Tambling, futbolista británico.
- 1942: Gabriella Ferri, cantante italiana (f. 2004).
- 1942: Marco Rota, dibujante italiano.
- 1942: Wolfgang Schäuble, político alemán.
- 1942: Jochen Rindt, piloto austriaco de automovilismo (f. 1970).
- 1943: Henry Giroux, crítico cultural estadounidense.
- 1944: Michael Franks, cantante estadounidense.
- 1944: Jesús Martínez Álvarez, político mexicano.
- 1944: Isabelo Ramírez, futbolista español.
- 1944: Rocío Jurado, cantante y actriz española (f. 2006).

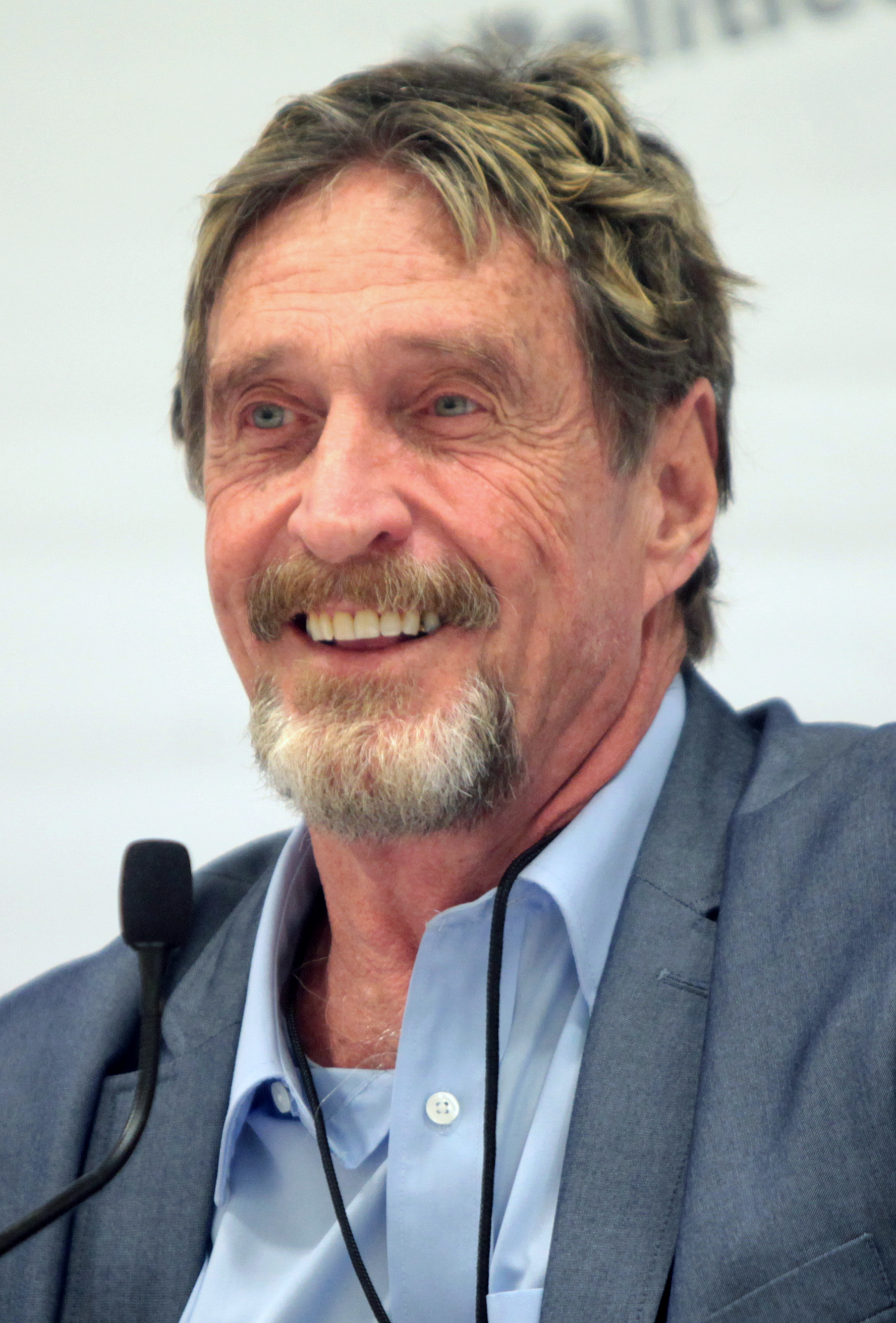
John McAfee.

- 1945: John McAfee, programador informático británico-estadounidense (f. 2021).
- 1945: Ottorino Sartor, futbolista peruano (f. 2021).
- 1945: Vicente Ripa, político y catedrático español.
- 1946: Nicholas Clay, actor británico (f. 2000).
- 1946: África Pratt, actriz española.
- 1946: Hugo Horacio Lóndero, futbolista argentino.
- 1947: Walter Cancela, economista y político uruguayo (f. 2019).
- 1947: Drew Gilpin Faust, historiador estadounidense.
- 1947: Giancarlo Minardi, empresario italiano, fundador y director general del equipo de Fórmula 1 Minardi.
- 1948: Vinko Jelovac, baloncestista croata.
- 1949: Javier Barrero, político español.
- 1949: Beth Grant, actriz estadounidense.
- 1949: Kerry Livgren, teclista y baterista estadounidense, de la banda Kansas.
- 1949: Mo Mowlam, político británico (f. 2005).
- 1949: Peter Shilton, futbolista británico.
- 1949: Poncho Zuleta, compositor y cantante colombiano.
- 1950: Shabana Azmi, actriz india.
- 1950: Anna Deavere Smith, actriz y dramaturgo estadounidense.
- 1950: Josefa Frau, política española.
- 1950: Empar de Lanuza Hurtado, escritora española.
- 1950: Roger William Sanders, botánico estadounidense.
- 1950: Carl Verbraeken, compositor belga.
- 1951: Gerrit Barron, escritor de Surinam.
- 1951: Ben Carson, neocirujano estadounidense.
- 1951: Ricardo Ortega Perrier, aviador chileno.
- 1951: Dee Dee Ramone, bajista estadounidense, de la banda Ramones (f. 2002).
- 1951: Marc Surer, piloto de carreras suizo.
- 1952: Rick Pitino, entrenador de baloncesto estadounidense.
- 1953: Luis Ajenjo, empresario y político chileno.
- 1953: Carlos Aránguiz, juez y escritor chileno (f. 2021).

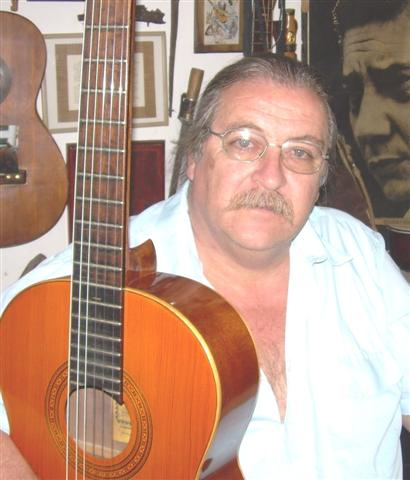
Roberto Diringuer.

- 1953: Roberto Diringuer, músico, guitarrista y compositor uruguayo.
- 1953: Rafael Guilisasti, empresario y dirigente gremial chileno.
- 1953: Anna Levine, actriz estadounidense.
- 1954: Francisco Canals Beviá, político español.
- 1954: Einar Már Guðmundsson, escritor islandés.
- 1954: Dennis Johnson, baloncestista y entrenador estadounidense (f. 2007).
- 1954: Steven Pinker, psicólogo y lingüista canadiense.

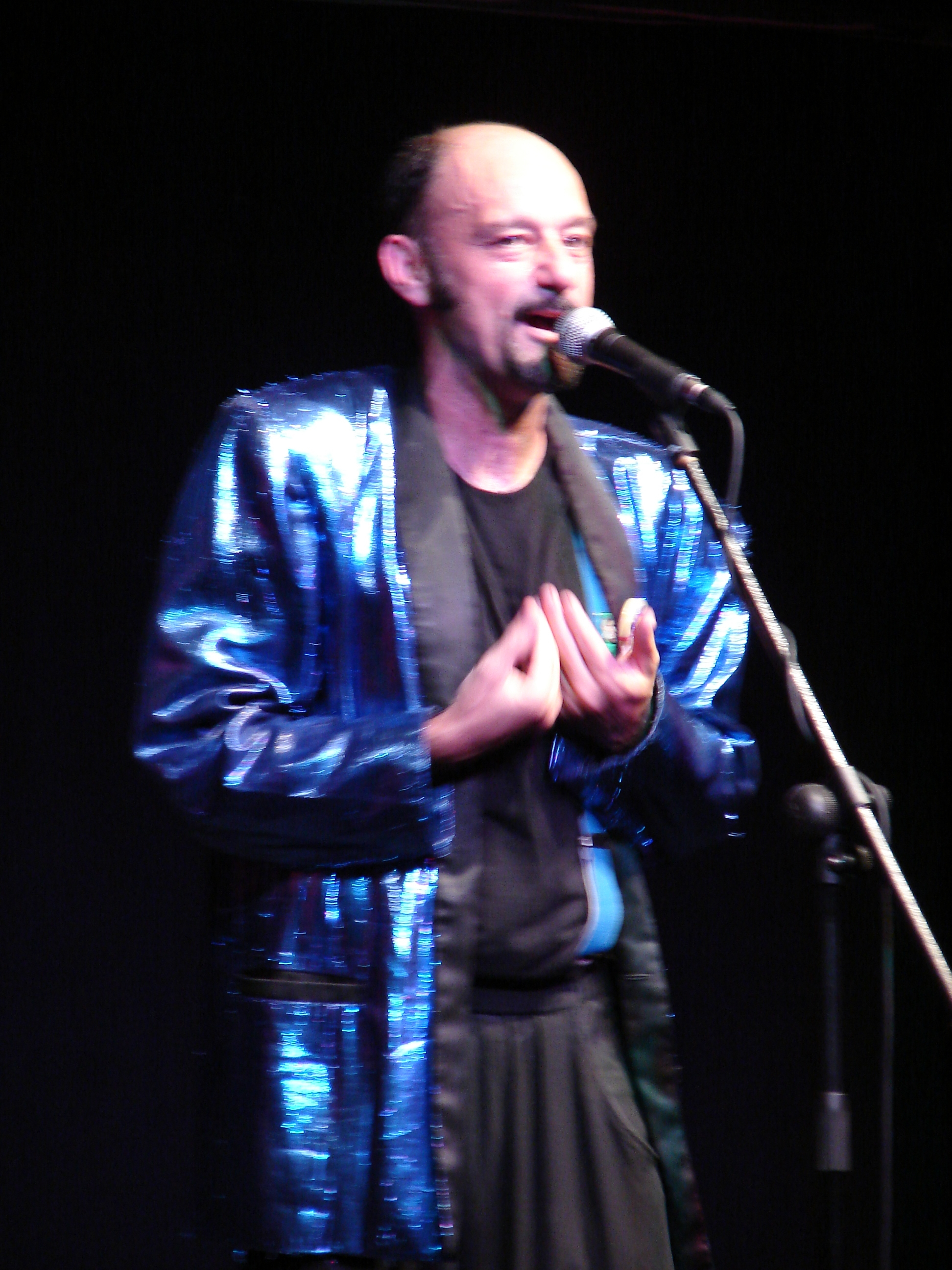
Javier Cansado.

- 1955: David Mirkin, cineasta estadounidense.
- 1955: Guillermo Carlos Cazenave, músico argentino.
- 1955: Javier Cansado, humorista español.
- 1955: Keith Morris, cantante estadounidense, de las bandas Black Flag y Circle Jerks.
- 1956: Chris Hedges, periodista y escritor estadounidense.
- 1956: Tim McInnerny, actor británico.
- 1956: Gonzalo Navarrete, médico y político chileno.
- 1957: Carlos Azagra, historietista español.
- 1957: Xosé Manuel Barreiro, político español.
- 1957: Emily Remler, guitarrista estadounidense (f. 1990).
- 1957: Tom Wright, arquitecto británico.
- 1958: John Aldridge, futbolista irlandés.
- 1958: Jeff Bostic, jugador estadounidense de fútbol americano.
- 1958: Rachid Taha, cantante argelino (f. 2018).
- 1959: Mark Romanek, cineasta estadounidense.
- 1960: Elena Valenciano, política española.
- 1960: Joshua Angrist, economista israelíestadounidense, Premio Nobel Conmemorativo de Economía 2021.
- 1960: Montserrat Ontiveros, actriz y presentadora mexicana.
- 1960: Nils Petter Molvær, músico noruego de jazz.
- 1960: Sergio Saturno, futbolista argentino.
- 1961: James Gandolfini, actor estadounidense (f. 2013).
- 1961: Carlos Guirland, futbolista paraguayo.
- 1961: El Papirri, cantautor y guitarrista boliviano.
- 1961: Iñigo Urkullu, político español.
- 1961: Bernard Werber, escritor francés.
- 1962: Xavier Capellas, compositor español.
- 1962: Hólger Quiñónez, futbolista ecuatoriano.
- 1962: Joanne Catherall, una de las dos vocalistas de la banda británica The Human League.
- 1963: Ricardo Pacheco Rodríguez, político mexicano.
- 1963: Dan Povenmire, director y productor de cine estadounidense.
- 1963: John Powell, compositor británico.
- 1963: Fabiola Posada, humorista y actriz colombiana (f. 2024).
- 1963: Gary Russell, actor y director británico.
- 1964: Luca Belcastro, compositor italiano.

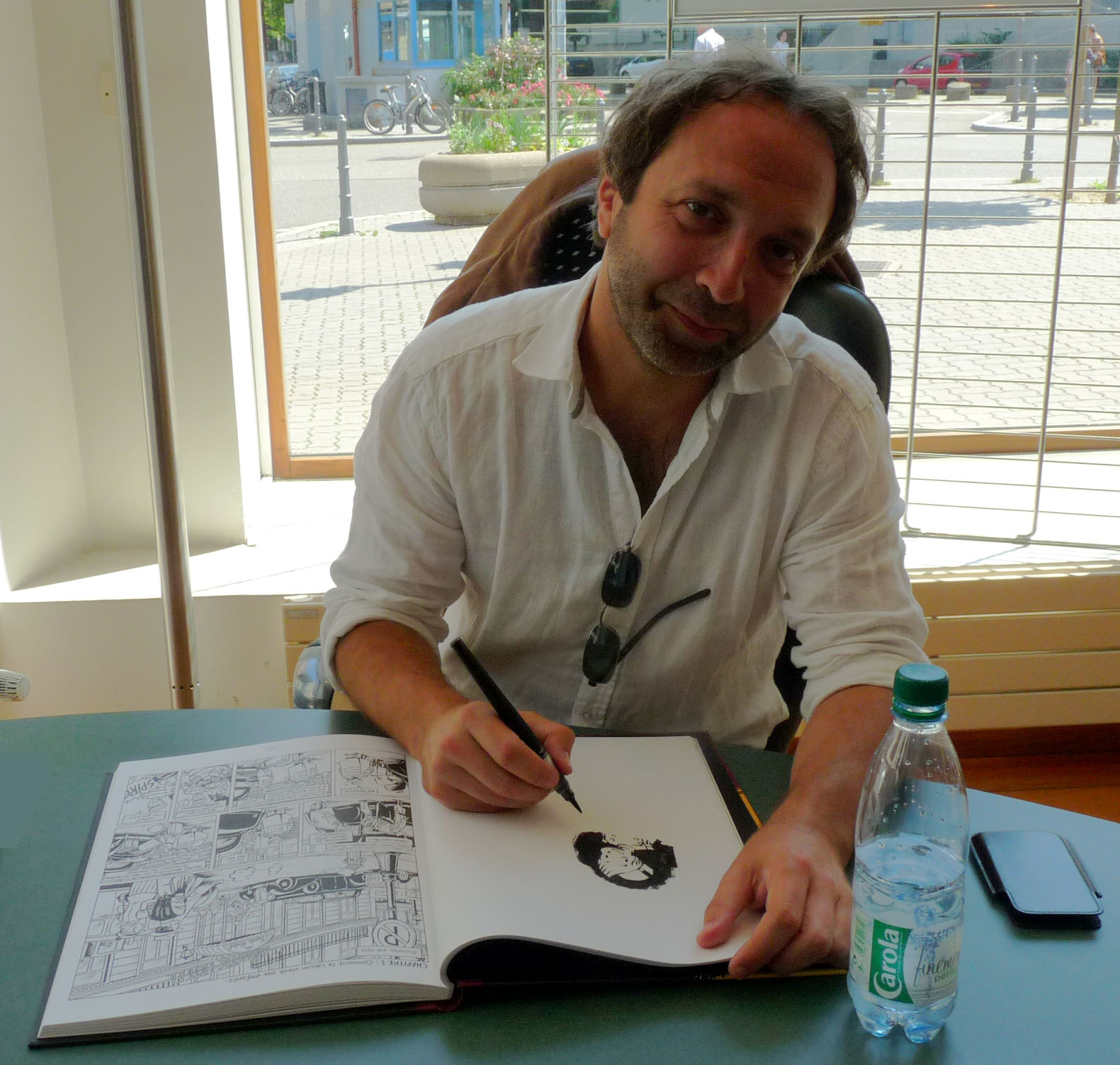
Émile Bravo.

- 1964: Émile Bravo, historietista e ilustrador francés.
- 1964: Marco Masini, cantante italiano.
- 1964: Holly Robinson Peete, actriz y cantante estadounidense.
- 1964: Kenji Suzuki, guitarrista japonés, de la banda Simply Red.
- 1965: Riccardo Morandotti, baloncestista italiano.
- 1966: Gabino Diego, actor español.
- 1966: Fermín Trujillo Fuentes, político mexicano.
- 1967: Ricky Bell, cantante británico, de las bandas New Edition y Bell Biv DeVoe.
- 1967: Antonio Méndez Rubio, poeta y ensayista español.
- 1967: El Yuyu (José Guerrero Roldán), locutor español de radio.
- 1967: Roberto Rosetti, árbitro italiano.
- 1967: Samuel Ruiz Fuertes, político español.
- 1968: Ricardo Bango, futbolista español.
- 1968: Cristián Castañeda, futbolista chileno.
- 1968: Silvio Guerra, atleta ecuatoriano.

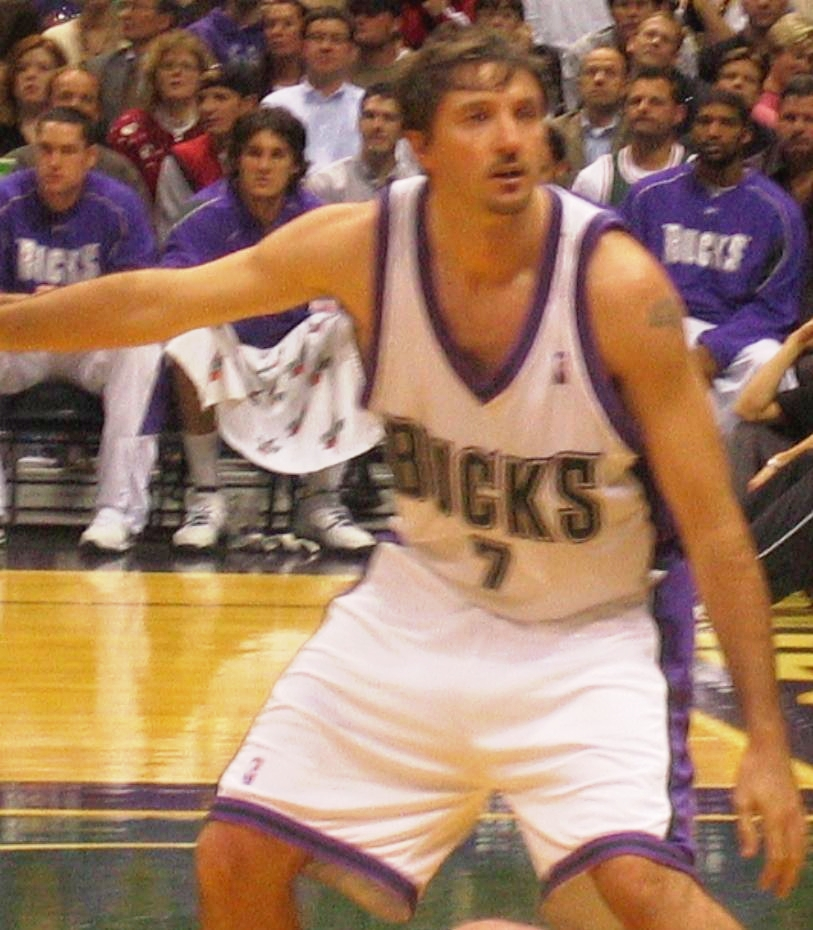
Toni Kukoč.

- 1968: Toni Kukoč, baloncestista croata.
- 1969: John Milton Rodríguez, ingeniero industrial y político colombiano.
- 1969: Rafael Araneda, animador de televisión chileno.
- 1969: Cappadonna, rapero estadounidense, de las bandas Wu-Tang Clan y Theodore Unit.
- 1969: Stéphane Lannoy, árbitro de fútbol francés.
- 1969: Christophe Mabillon, escultor y pintor francés.
- 1970: Alejandro Agag, empresario español.
- 1970: Aisha Tyler, cómica y actriz estadounidense.

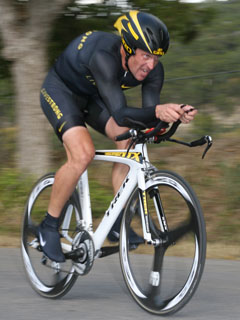
Lance Armstrong.

- 1971: Lance Armstrong, ciclista estadounidense.
- 1971: Greg Minor, baloncestista estadounidense.
- 1971: Leo Montero, conductor de televisión argentino.
- 1971: Anna Netrebko, soprano rusoaustriaca.
- 1971: Jada Pinkett Smith, modelo y actriz estadounidense.
- 1971: Juanjo Valencia, futbolista español.
- 1972: Michael Landes, actor estadounidense.
- 1972: Éric Rabésandratana, futbolista malgache.
- 1972: Gerardo Villanueva Albarrán, político mexicano.
- 1973: Aitor Karanka de la Hoz, futbolista español.
- 1973: Laurent Foirest, baloncestista francés.
- 1973: Neus Sanz, actriz española.
- 1973: Dario Frigo, ciclista italiano.
- 1973: Thierry Gadou, baloncestista francés.
- 1973: Mário Jardel, futbolista brasileño.
- 1973: James Marsden, actor estadounidense.
- 1973: Ami Onuki, cantante de pop japonés (Puffy AmiYumi).
- 1973: Mark Shuttleworth, primer cosmonauta sudafricano.
- 1973: Dolors Montserrat, Política española.

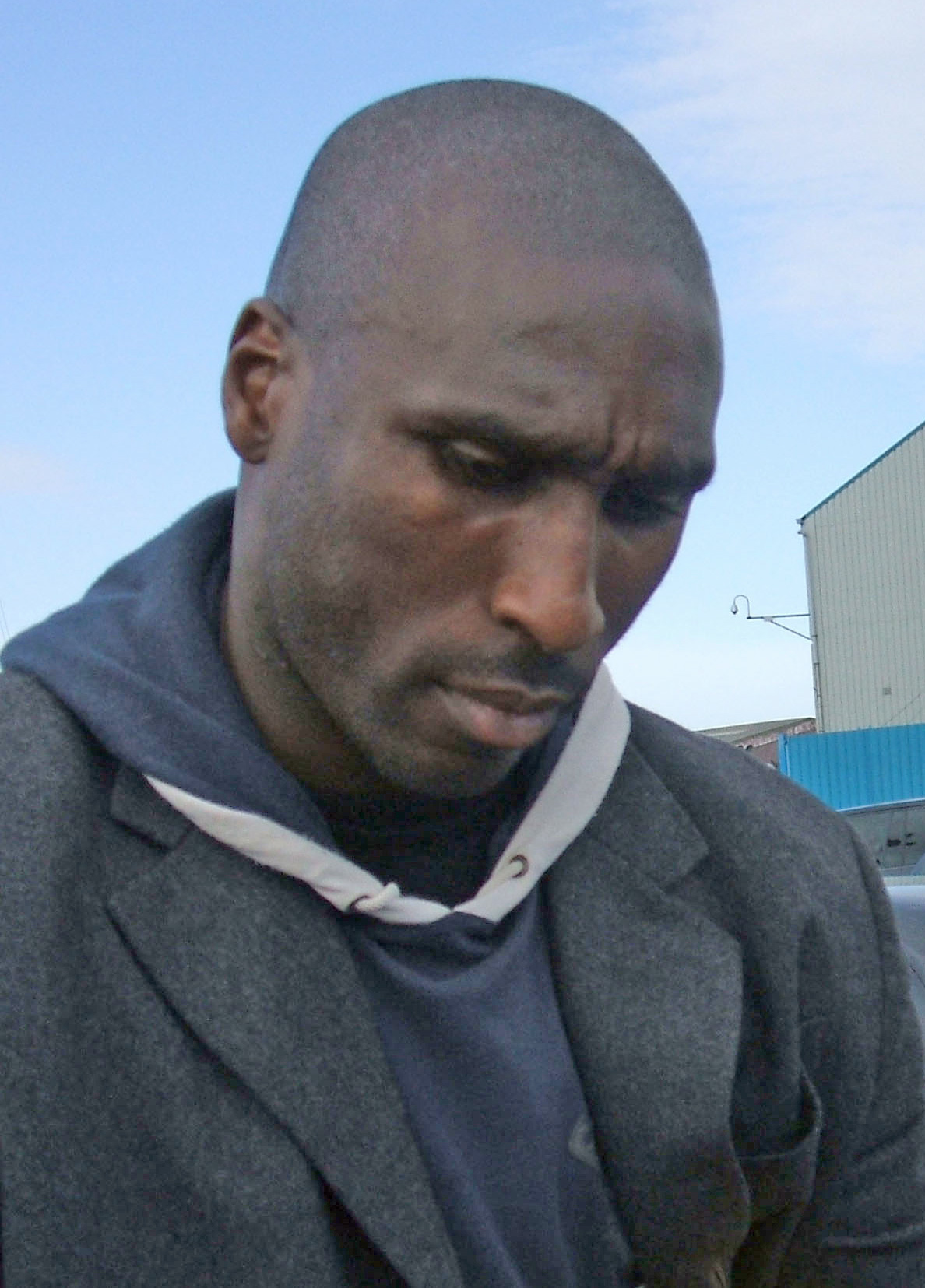
Sol Campbell.

- 1974: Sol Campbell, futbolista británico.
- 1974: Ticha Penicheiro, baloncestista portugués.
- 1974: Emily Rutherfurd, actriz estadounidense.
- 1974: Xzibit, rapero estadounidense, actor y conductor del programa Pimp my ride.
- 1975: Igor Demo, futbolista eslovaco.
- 1975: Pierre Desarmes, cantante y modelo haitiano.
- 1975: Don Hany, actor australiano.
- 1975: Jason Sudeikis, actor estadounidense.

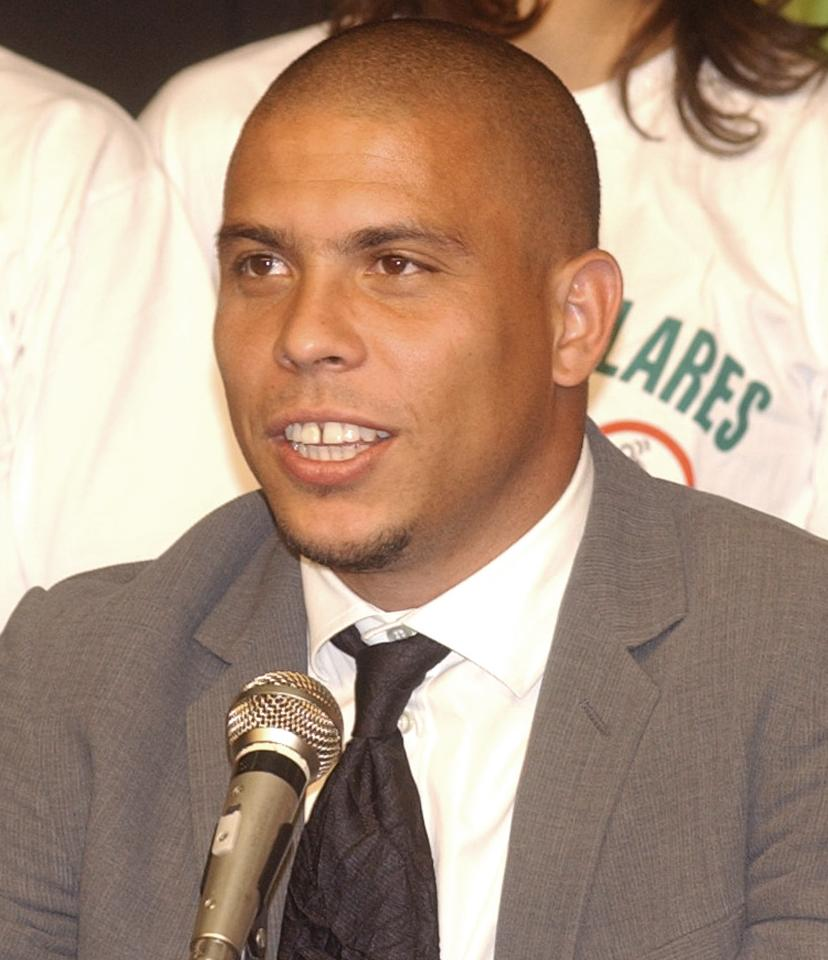
Ronaldo

- Ronaldo1975: Josh Quong Tart, actor australiano.
- 1976: Carlitos, futbolista español.
- 1976: Ronaldo, futbolista brasileño.
- 1976: Josué Méndez, director de cine peruano.
- 1976: Mabrouk El Mechri, actor y director francés.
- 1977: Andrés Parra, actor colombiano.
- 1977: David Soria, futbolista peruano.
- 1977: Lil Tie, futbolista y entrenador profesional chino.
- 1978: Andrés Saldarriaga, futbolista colombiano.
- 1978: Irache Quintanal, atleta española.
- 1978: Maricris Rubio, modelo peruana.
- 1978: Pilar López de Ayala, actriz española.
- 1979: Dani Aranzubia, futbolista español.
- 1979: Bobo Chan, modelo y cantante china.
- 1979: Junichi Inamoto, futbolista japonés.
- 1979: Alison Lohman, actriz estadounidense.
- 1979: Silvia Muñoz, jugadora mexicana de hockey hierba.
- 1980: Charles Hedger, guitarrista británico, de las bandas Cradle of Filth y Mayhem.
- 1980: Adriana Louvier, actriz mexicana.
- 1980: Pablo Ibarluzea, actor, director y pedagogo teatral español.
- 1980: Ahmed Al Bahri, futbolista saudí.
- 1981: Sebastián Decoud, tenista argentino.
- 1981: Nicole da Silva, actriz australiana.

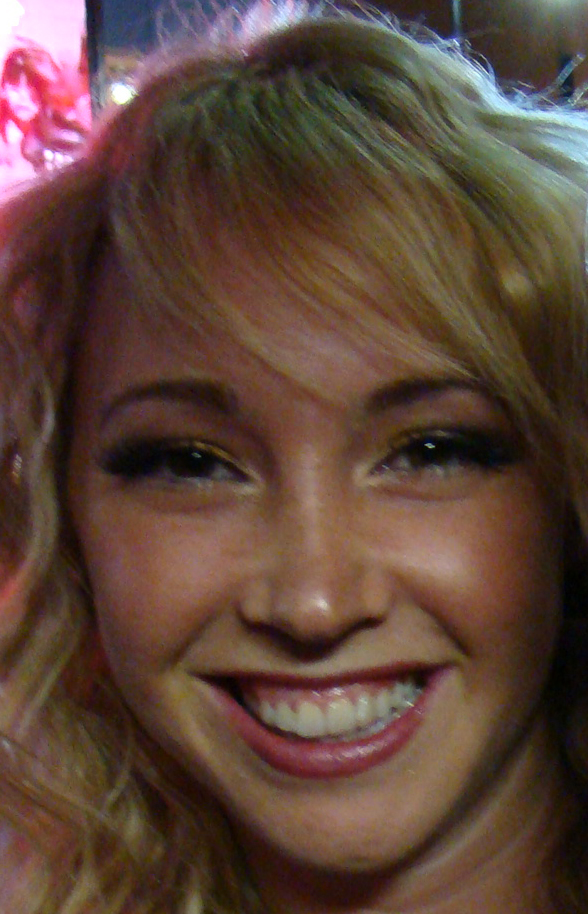
Jennifer Tisdale.

- 1981: Jennifer Tisdale, actriz y cantante estadounidense.
- 1981: Kristaps Valters, baloncestista letón.
- 1982: Alfredo Talavera, futbolista mexicano.
- 1982: José Devaca, futbolista paraguayo.
- 1982: Tata, cantante indonesia.
- 1983: Andrew Boyens, futbolista neozelandés.
- 1983: Rodolfo López, boxeador mexicano.
- 1983: Sasha Son, cantante lituano.
- 1983: Yūzō Kurihara, futbolista japonés.
- 1984: Tomasz Bandrowski, futbolista polaco.
- 1984: Jack Carpenter, actor estadounidense.
- 1984: Travis Outlaw, baloncestista estadounidense.
- 1984: Dizzee Rascal, rapero británico.
- 1985: Pete Cashmore, bloguero británico.
- 1985: Braulio Nóbrega, futbolista español.
- 1986: Keeley Hazel, modelo británica.
- 1986: Renaud Lavillenie, atleta francés.
- 1986: Eloise Mignon, actriz australiana.
- 1987: Ludovic Genest, futbolista francés.
- 1987: Margarita Muñoz, modelo y actriz colombiana.
- 1987: Luísa Sobral, cantante y compositora portuguesa.
- 1987: Mona Johannesson, modelo sueca.
- 1988: Annette Obrestad, jugadora noruega de póker.
- 1988: Christina Chong, actriz británica.
- 1988: Giovanny Romero Infante, periodista y activista LGBT peruano. (f. 2020).
- 1989: Rossy Félix, esgrimista dominicana.

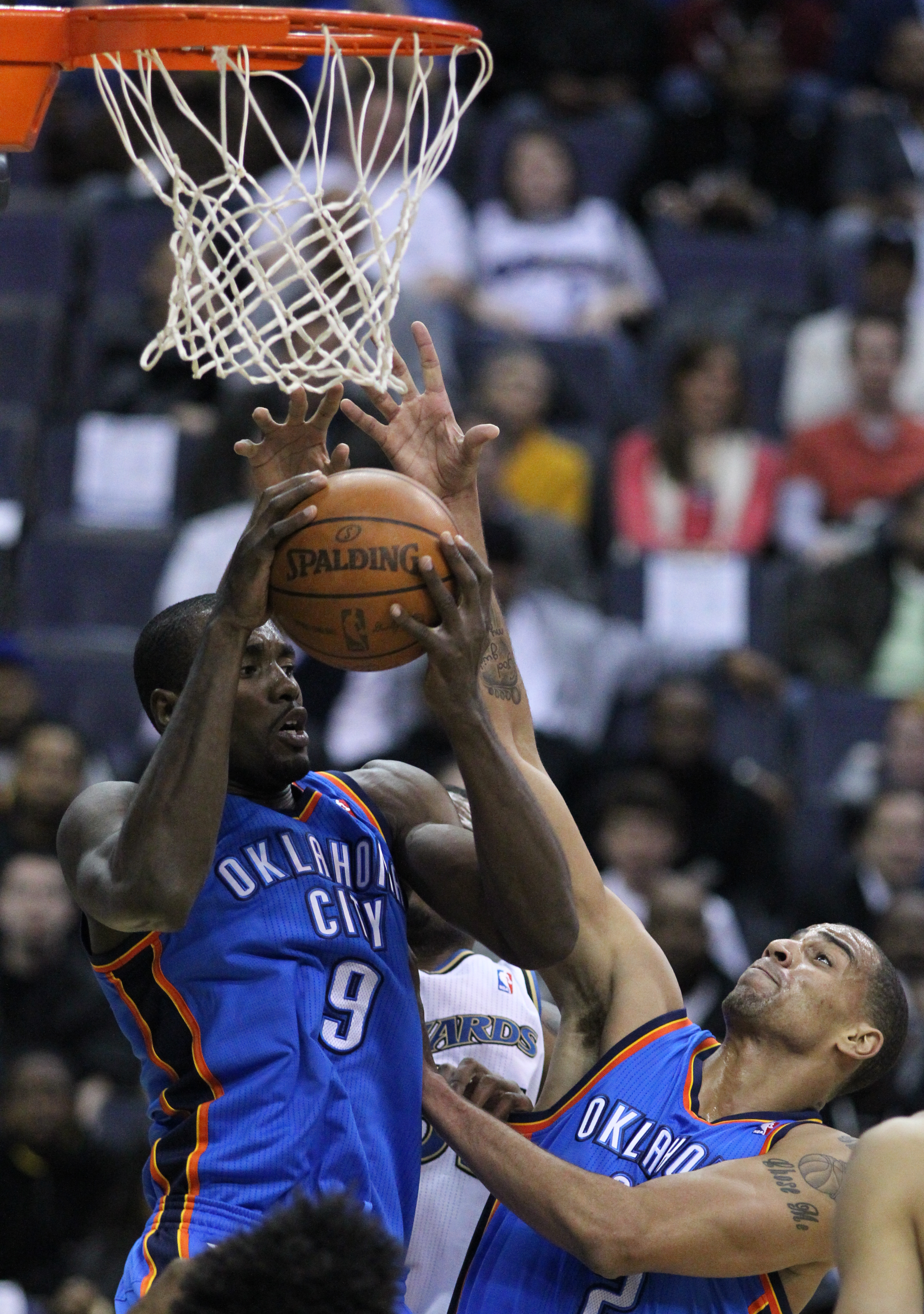
Serge Ibaka.

- 1989: Serge Ibaka, baloncestista español.
- 1990: Lewis Holtby, futbolista alemán.
- 1990: Marco Pérez Murillo, futbolista colombiano.
- 1990: Cristina Ouviña, baloncestista española.
- 1990: José Ramírez Agudelo, futbolista argentino.
- 1991: Bruno Hortelano, atleta español.
- 1991: Scharllette Allen, modelo nicaragüense.
- 1992: Martín Antoniazzi, futbolista argentino.
- 1992: Sofía Rivera Torres, presentadora y actriz estadounidense.
- 1993: Patrick Schwarzenegger, modelo y actor estadounidense.
- 1994: Žan Karničnik, futbolista esloveno.
- 1995: Max Meyer, futbolista alemán.
- 1995: Taylor Dye, cantante estadounidense, de la banda Maddie & Tae.
- 1996: C. J. Sanders, actor estadounidense.
- 1997: Jonathan Schreiber, remero alemán.
- 1998: Bartosz Rudyk, ciclista polaco.
- 1999: Kaito Abe, futbolista japonés.
- 1999: Bent Viscaal, piloto de automovilismo neerlandés.
- 1999: Eileen Cikamatana, halterófila australiana.
- 2003: Aidan Gallagher, actor estadounidense.
- 2003: Ángela Barón, futbolista estadounidense naturalizada colombiana
- 2004: Nodirbek Abdusattórov, ajedrecista uzbeko.
- 2008: Jackson Robert Scott, actor estadounidense.

## Fallecimientos

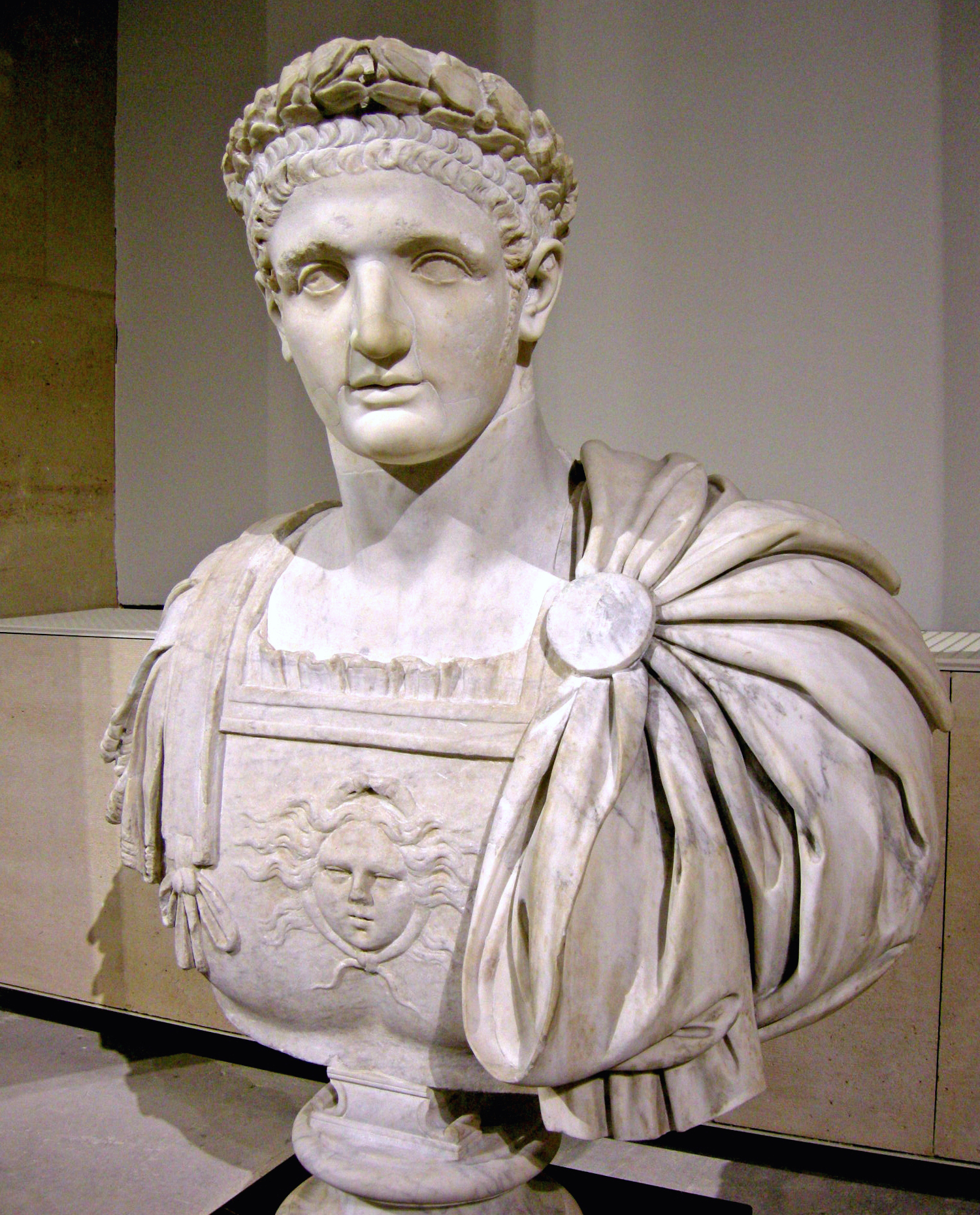
Domiciano.

- 96: Domiciano, emperador romano (n. 51).
- 411: Constantino III, emperador romano (n. ¿?).
- 887: Pietro I Candiano, aristócrata veneciano (n. ca. 842).
- 895: Ricarda de Andlau, emperatriz y mujer de Carlos III el Gordo (n. ca. 840).
- 993: Arnulfo de Holanda, aristócrata neerlandés (n. ca. 951).
- 1055: Benedicto IX, papa de la iglesia católica en tres ocasiones diferentes (145°, 147°, 150°).
- 1180: Luis VII, rey francés (n. 1120).
- 1328: Garci Álvarez Albornoz, aristócrata español (n. ¿?).
- 1345: Andrés I de Nápoles, rey italiano (n. 1327).
- 1354: Tomás Szécsényi, aristócrata húngaro (n. ¿?).
- 1586: Octavio Farnesio, aristócrata italiano (n. 1524).

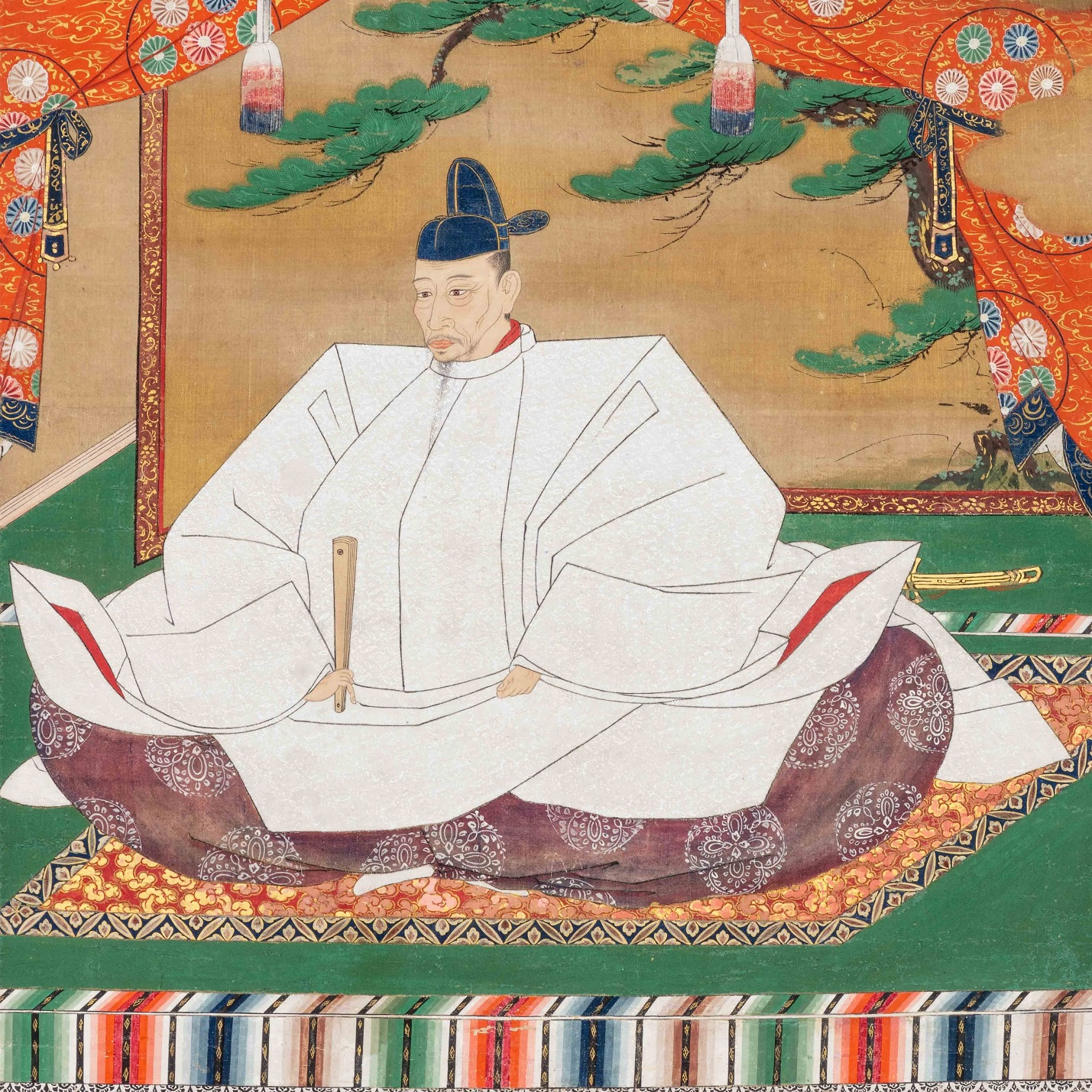
Toyotomi Hideyoshi.

- 1598: Toyotomi Hideyoshi, militar japonés (n. 1537).
- 1624: Pedro Osores de Ulloa, militar y administrador español (n. 1540).
- 1647: Pietro Carrera, sacerdote, escritor y ajedrecista italiano (n. 1573).
- 1660: Enrique Estuardo, aristócrata inglés (n. 1640).
- 1675: Carlos IV, aristócrata francés (n. 1604).
- 1707: Petter Dass, poeta y pastor noruego (n. ca. 1647).
- 1721: Matthew Prior, poeta y diplomático británico (n. 1664).
- 1722: André Dacier, filólogo y académico francés (n. 1651).
- 1742: Vincenzo Ludovico Gotti, cardenal y teólogo italiano (n. 1664).
- 1744: Lewis Theobald, escritor británico (n. 1688).
- 1783: Leonhard Euler, matemático suizo (n. 1707).
- 1786: Giovanni Battista Guadagnini, lutier italiano (n. 1711).
- 1790: Enrique de Cumberland, aristócrata británico (n. 1745).
- 1816: Benito Salas Vargas, líder militar colombiano (n. 1770).
- 1817: Ángel Augusto de Monasterio, escultor, militar y político argentino (n. 1777).
- 1821: Jean-Nicolas Corvisart, médico francés (n. 1755).

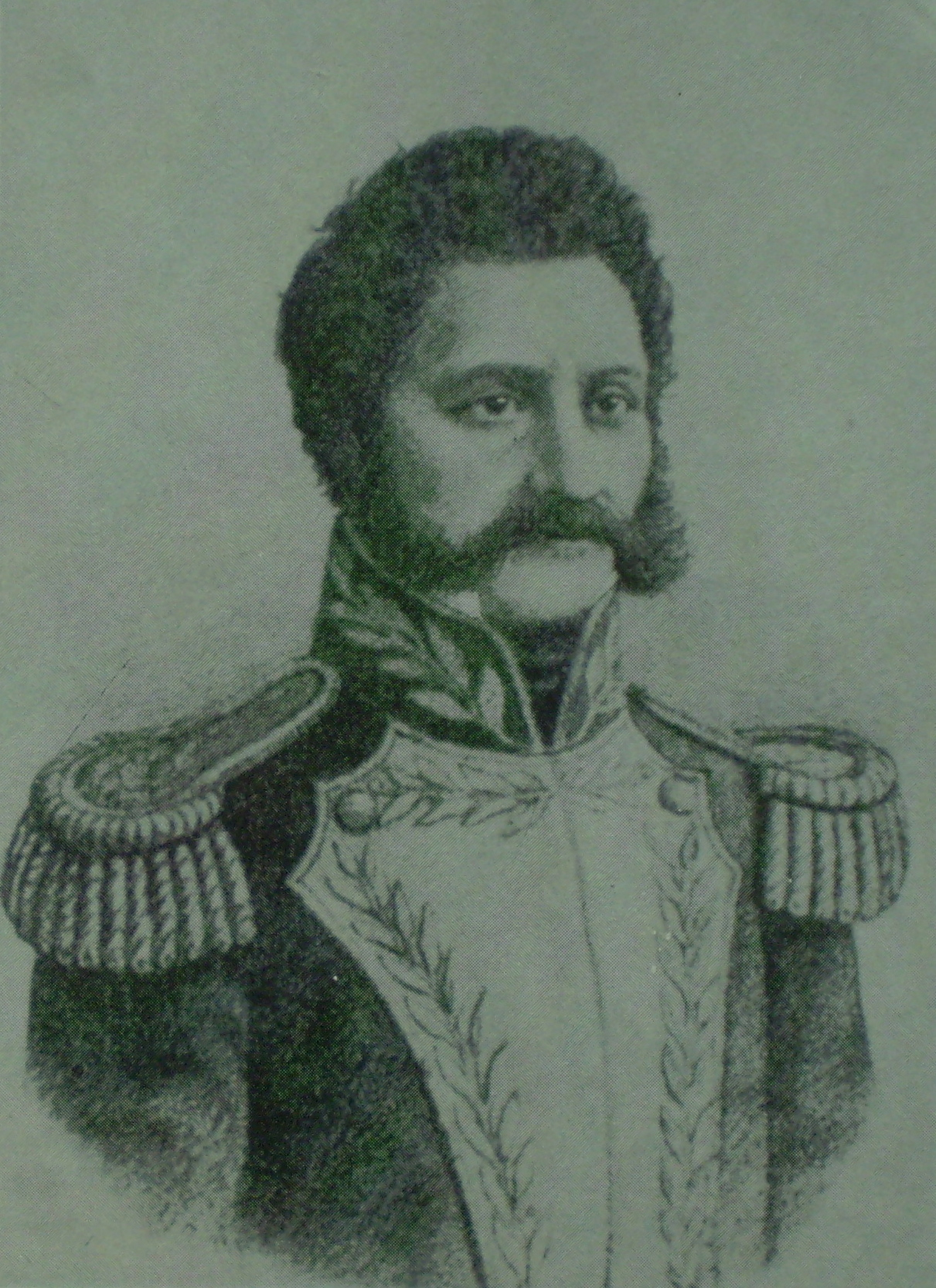
Juan Bautista Bustos.

- 1830: Juan Bautista Bustos, político y militar argentino (n. 1779).
- 1830: William Hazlitt, escritor británico (n. 1778).
- 1842: Edward Nathaniel Bancroft, médico y naturalista británico (n. 1772).
- 1848: Félix Lichnowsky, diplomático y político alemán (n. 1814).
- 1857: Karol Kurpiński, compositor polaco (n. 1785).
- 1859: Juan Vidaurre-Leal Morla, militar chileno (n. 1802).
- 1863: Pedro Calvo Asensio, político, farmacéutico, periodista y dramaturgo español (n. 1821).
- 1863: Hermann Adolf Wollenhaupt, pianista y compositor alemán (n. 1827).
- 1872: Ana María Martínez de Nisser, heroína y escritora colombiana (n. 1812).
- 1872: Carlos XV, rey sueco (n. 1826).
- 1887: Robert Caspary, explorador y botánico alemán (n. 1818).
- 1890: Dion Boucicault, actor y dramaturgo irlandés (n. 1820).
- 1893: Joan Baptista Grau i Vallespinós, clérigo español (n. 1832).

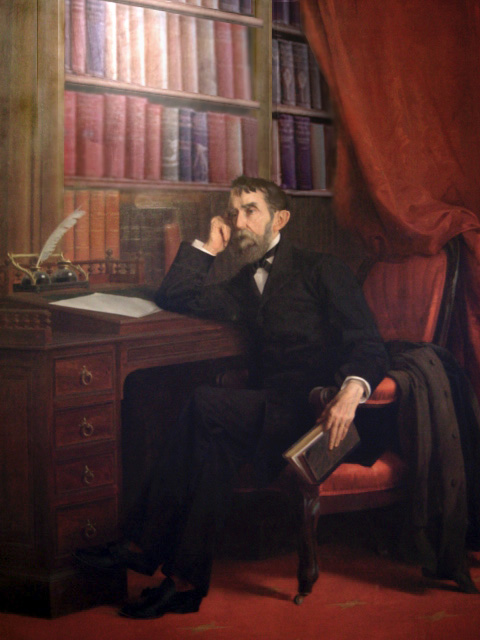
Rafael Núñez.

- 1894: Rafael Núñez, presidente colombiano (n. 1825).
- 1896: Hippolyte Fizeau, físico francés (n. 1819).
- 1897: José Mariano Astigueta, médico y político argentino (n. 1850).
- 1898: Brynjulf Bergslien, escultor noruego (n. 1830).
- 1900: José Ravest y Bonilla, abogado y escrtitor chileno (n. 1823).
- 1903: Alexander Bain, filósofo y psicólogo británico (n. 1818).
- 1904: Juan Andrés Gelly y Obes, militar argentino (n. 1815).
- 1905: George MacDonald, escritor y poeta británico (n. 1824).
- 1908: Emilia Calé, escritora española (n. 1837).
- 1909: Auguste Choisy, arquitecto francés (n. 1841).
- 1911: Piotr Stolypin, político y primer ministro ruso (n. 1862).
- 1913: Rosendo García-Ramos y Bretillard, científico y arqueólogo español (n. 1835).
- 1921: Paulina de Metternich, aristócrata alemán (n. 1836).
- 1922: Jules Aimé Battandier, botánico francés (n. 1848).
- 1924: Emilio Barilari, marino argentino (n. 1859).
- 1924: Francis Herbert Bradley, filósofo británico (n. 1846).
- 1931: Geli Raubal, personalidad austriaca (n. 1908).
- 1932: C. C. van Asch van Wijck, escultora y modelo neerlandesa (n. 1900)
- 1935: Alice Dunbar-Nelson, escritora y activista estadounidense (n. 1875).
- 1935: Vojislav Marinković, político yugoslavo (n. 1876).
- 1936: Emiliano Bajo Iglesias, político español (n. 1889).
- 1936: Teodoro Olarte Aizpuru, empresario y político español (n. ¿?).

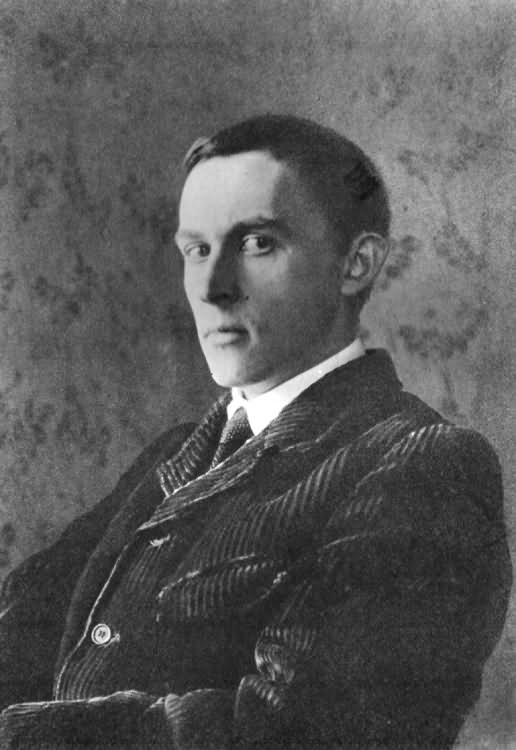
Stanisław Witkiewicz.

- 1939: Stanisław Ignacy Witkiewicz, escritor, fotógrafo, filósofo y pintor polaco (n. 1885).
- 1941: James Ashmore Creelman, guionista estadounidense (n. 1894).
- 1941: Gwendoline Eastlake-Smith, tenista británica (n. 1883).
- 1941: Fred Karno, cómico y productor británico (n. 1866).
- 1943: Magdalena Cruells y Comas, religiosa española (n. 1864).
- 1945: Heinrich Mack, historiador alemán (n. 1867).
- 1945: Jack Thayer, superviviente del Titanic (n. 1894).
- 1949: Frank Morgan, actor estadounidense (n. 1890).
- 1951: Pamela Colman Smith, artista y escritora británica (n. 1878).
- 1953: Charles de Tornaco, piloto de carreras belga (n. 1927).
- 1954: Johannes Drost, nadador neerlandés (n. 1880).
- 1954: Armando Reverón, pintor venezolano (n. 1889).
- 1955: Tyko Sallinen, pintor finlandés (n. 1879).
- 1956: Adélard Godbout, político canadiense (n. 1892).
- 1958: Olaf Gulbransson, ilustrador noruego (n. 1873).
- 1959: Bob Doll, baloncestista estadounidense (n. 1919).
- 1959: Benjamin Péret, escritor francés (n. 1899).
- 1960: Walther Kranz, filósofo alemán (n. 1884).

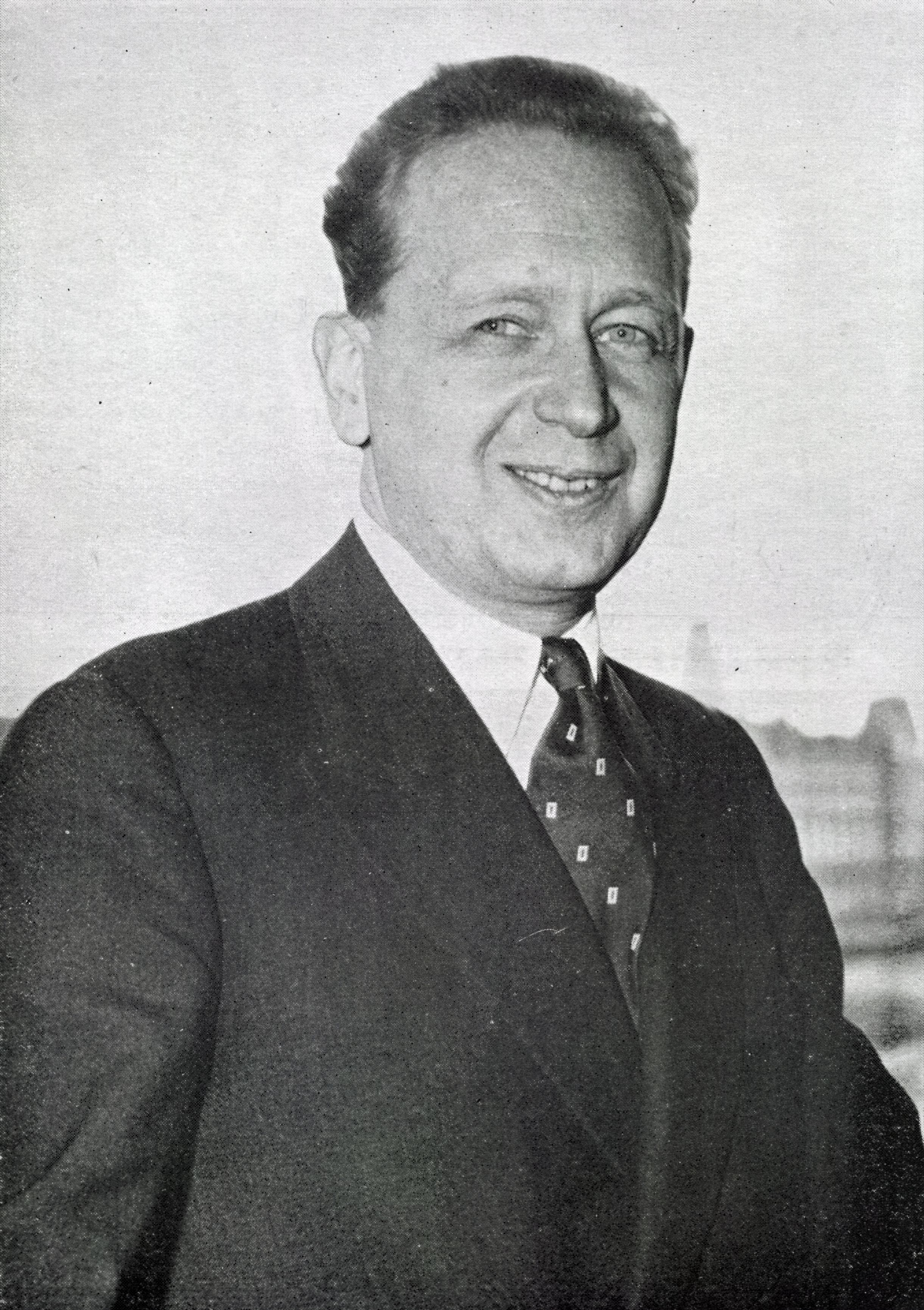
Dag Hammarksjöld.

- 1961: Dag Hammarskjöld, economista y diplomático sueco, secretario general de la ONU entre 1953 y 1961 (n. 1905).
- 1962: Teresa Neumann, mística y estigmatizada alemana (n. 1898).
- 1962: Ahmad ibn Yahya, rey yemení (n. 1891).
- 1963: Zacarías de Vizcarra, obispo español (n. 1879).
- 1964: Clive Bell, crítico británico (n. 1881).
- 1964: Sean O'Casey, dramaturgo irlandés (n. 1880).
- 1965: Regina Pacini, soprano portuguesa, esposa del presidente argentino Torcuato T. de Alvear (n. 1871).
- 1966: José de Jesús del Valle y Navarro, obispo mexicano (n. 1888).
- 1967: John Douglas Cockcroft, físico británico, premio nobel de física en 1951 (n. 1897).
- 1967: Alejandro Ogloblin, zoólogo argentino (n. 1891).
- 1967: Arkady Ostrovsky, compositor ruso (n. 1914).
- 1968: León Felipe, poeta español (n. 1884).
- 1968: Francis McDonald, actor estadounidense (n. 1891).
- 1968: Franchot Tone, actor estadounidense (n. 1905).
- 1970: José Pedro Cea, futbolista uruguayo (n. 1900).

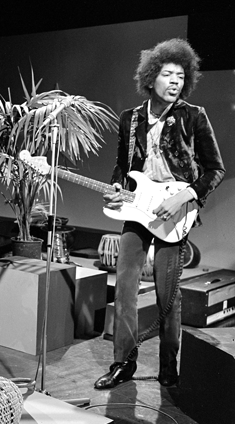
Jimi Hendrix.

- 1970: Jimi Hendrix (27), guitarrista estadounidense de rock (n. 1942).
- 1973: Antonio Barbosa Heldt, maestro y político mexicano (n. 1908).
- 1974: Flora Sanhueza, anarquista chilena (n. 1911).
- 1975: Luis Concha Córdoba, cardenal colombiano (n. 1891).
- 1975: Felix Weil, mecenas e intelectual germano-argentino (n. 1898).
- 1978: Konrad Kaletsch, empresario alemán (n. 1898).
- 1979: Gloria Guzmán, actriz argentina (n. 1900).
- 1979: José Pascual Vila, químico español (n. 1895).
- 1980: Hugo Irurzún, guerrillero argentino; torturado (n. 1946).
- 1980: Katherine Anne Porter, novelista estadounidense (n. 1890).
- 1980: Dick Stabile, saxofonista estadounidense (n. 1909).
- 1981: Humberto Cozzo, escultor brasileño (n. 1900).
- 1981: Alfredo Moreno Uribe, ingeniero español (n. 1902).
- 1982: Pei Wenzhong, paleontólogo y arqueólogo chino (n. 1904).
- 1983: Miguel Kast, economista y político chileno (n. 1948).
- 1983: José Pérez Ocaña, pintor y anarquista español (n. 1947).

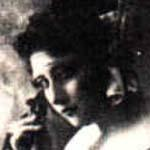
María Esther Podestá.

- 1983: María Esther Podestá, actriz argentina (n. 1896).
- 1984: Riccardo Lombardi, ingeniero y político italiano (n. 1901).
- 1985: Monroe Beardsley, filósofo estadounidense (n. 1915).
- 1985: Gerald Holtom, diseñador y artista británico (n. 1914).
- 1985: Don Otten, baloncestista estadounidense (n. 1921).
- 1987: Golbery do Couto e Silva, militar y geopolítico brasileño (n. 1911).

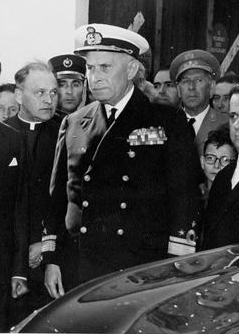
Américo Tomás.

- 1987: Américo Tomás, almirante y político portugués (n. 1894).
- 1988: Camilla Ravera, política italiana (n. 1889).
- 1988: Arnulfo Treviño Garza, médico y militar mexicano (n. 1912).
- 1990: Richard Eric Holttum, botánico británico (n. 1895).
- 1990: Luis Papic Ramos, político chileno (n. 1919).
- 1990: Ed Sadowski, baloncestista y entrenador estadounidense (n. 1917).
- 1992: Lona Andre, actriz estadounidense (n. 1915).
- 1992: Margarita de Dinamarca, aristócrata danesa (n. 1895).
- 1994: Franco Moschino, diseñador de moda italiano (n. 1950).
- 1995: Salvador Ananía, odontólogo y político argentino (n. 1915).
- 1995: Donald Davie, poeta y crítico literario británico (n. 1922).

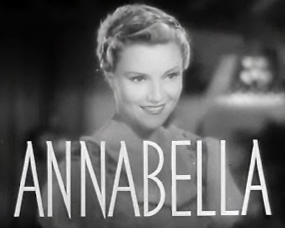
Annabella.

- 1996: Annabella, actriz francesa (n. 1907).
- 1996: Henri Caffarel, sacerdote francés (n. 1903).
- 1996: Bai Yang, actriz china (n. 1920).
- 1997:
  - Jaume Elías, futbolista español (n. 1919).
  - Jimmy Witherspoon, cantante estadounidense (n. 1920).
- 1998: Poch, músico español, de la banda Derribos Arias (n. 1956).
- 1999: Gérard Landry, actor francés (n. 1912).
- 1999: Leo Valiani, periodista y político italiano (n. 1909).
- 2002: Bob Hayes, atleta estadounidense (n. 1942).
- 2003: Jean Dieuzaide, fotógrafo francés (n. 1921).
- 2003: Richard A. Howard, botánico estadounidense (n. 1917).
- 2003: Eugenio Marcano, investigador y naturalista dominicano (n. 1923).
- 2003: Juan Palmero, abogado y político argentino (n. 1903).
- 2004: Fernando Gallardo, actor y director chileno (n. 1942).
- 2004: Leonardo Hagel Arredondo, médico y político chileno (n. 1932).

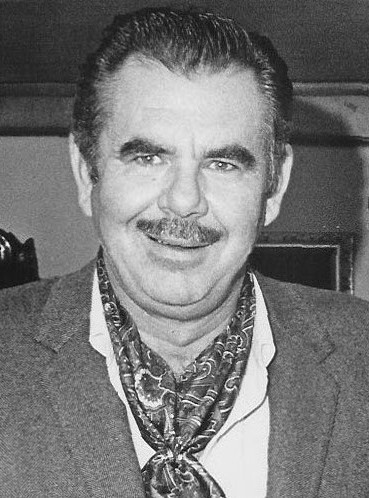
Russ Meyer.

- 2004: Russ Meyer, cineasta estadounidense (n. 1922).
- 2004: Rafael Minor Franco, político mexicano (n. ¿?).
- 2005: Michael Park, piloto británico de rally (n. 1966).
- 2005: Rupert Riedl, zoólogo austríaco (n. 1925).
- 2007: Piotr Abrámov, piloto soviético (n. 1915).

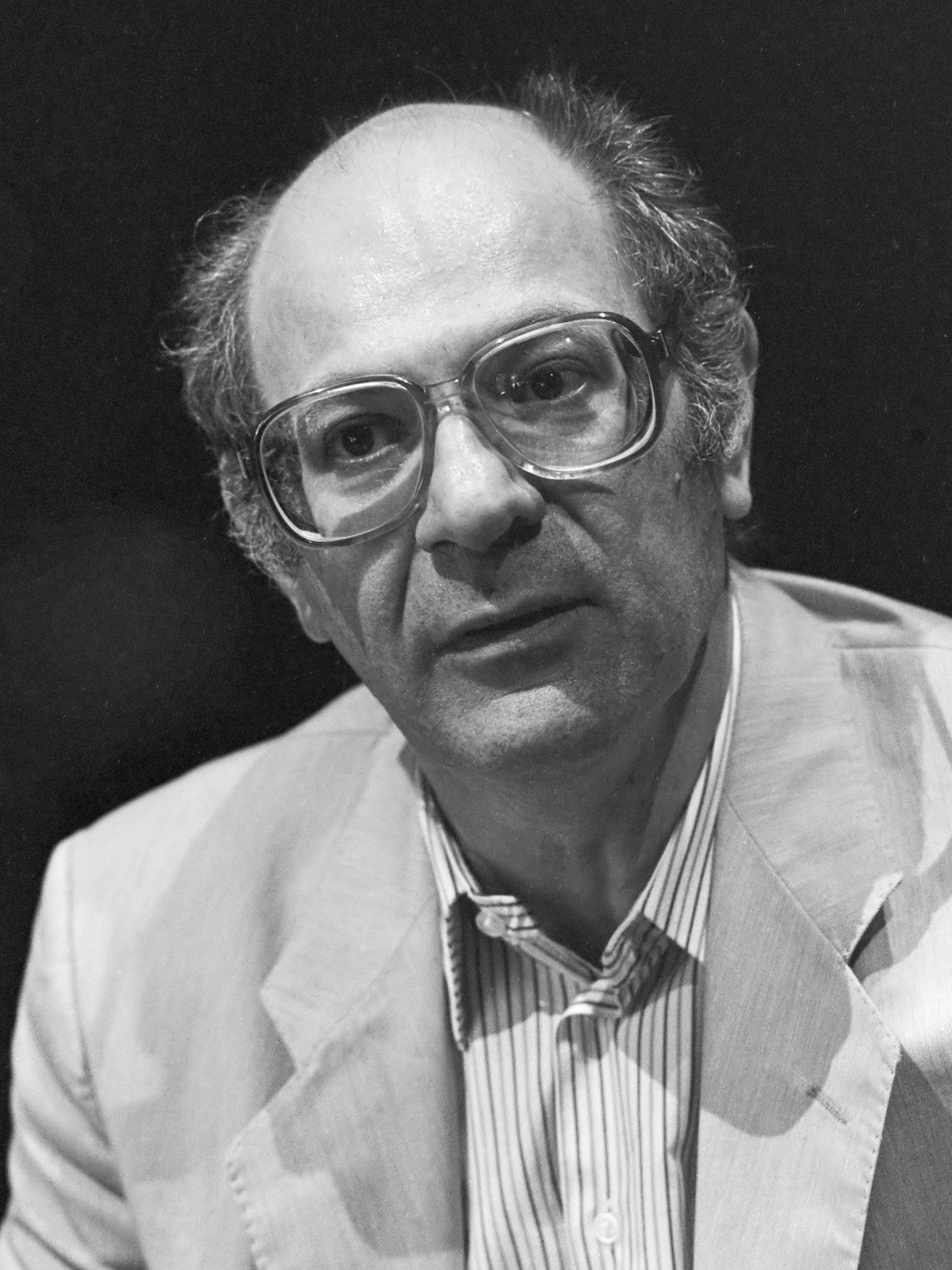
Mauricio Kagel.

- 2008: Mauricio Kagel, compositor argentino (n. 1931).
- 2008: Fabiola Salazar, médica y política peruana (n. 1966).
- 2008: Humberto Solás, cineasta y productor cubano (n. 1941).
- 2009: Irving Kristol, publicista estadounidense (n. 1920).
- 2009: Manuel H, fotógrafo colombiano (n. 1920).
- 2009: Juan Emilio Salinas, futbolista peruano (n. 1925).
- 2009: Henk Tjon, dramaturgo surinamés (n. 1948).
- 2010: Joe Holland, baloncestista estadounidense (n. 1925).
- 2010: Egon Klepsch, político alemán (n. 1930).
- 2010: Bobby Smith, futbolista británico (n. 1933).
- 2011: Jamey Rodemeyer, activista estadounidense (n. 1997).
- 2011: Rosa Wunder, actriz peruana (n. 1925).

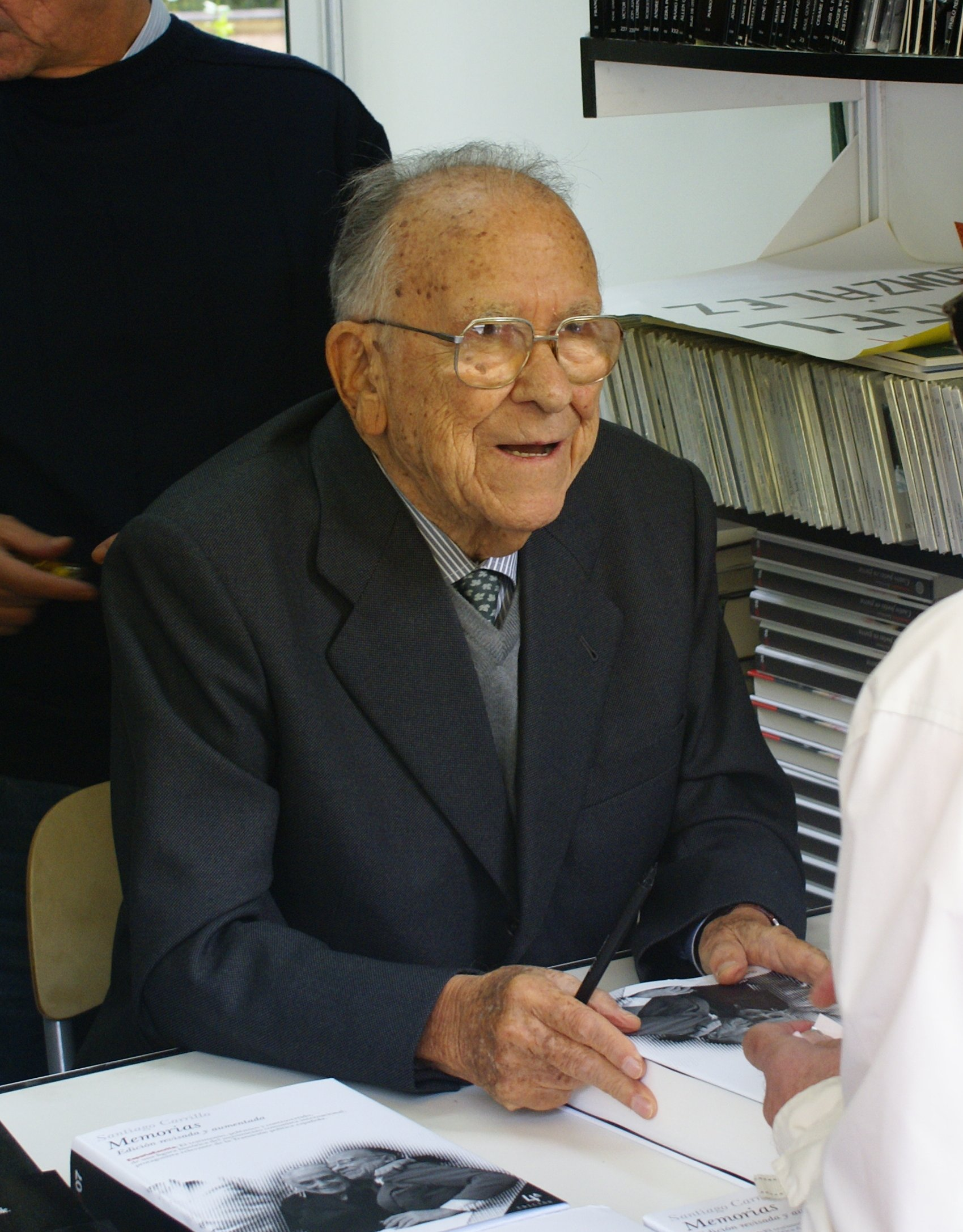
Santiago Carrillo.

- 2012: Santiago Carrillo, político comunista español (n. 1915).
- 2012: Luís Góis, médico y músico portugués (n. 1933).
- 2012: Haim Hefer, cantautor y escritor israelí (n. 1925).
- 2012: Betty Kaunda, esposa del presidente zambio Kenneth Kaunda (n. 1928).
- 2012: Jorge Manicera, futbolista uruguayo (n. 1938).
- 2012: Steve Sabol, cineasta estadounidense (n. 1942).
- 2012: Roberto Vallarino, músico y médico ecuatoriano (n. 1952).
- 2013: Enrique Broglia, artista y escultor uruguayo (n. 1942).
- 2013: Richard Kenneth Brummitt, botánico británico (n. 1937).
- 2013: Lindsay Cooper, compositora británica (n. 1951).
- 2013: Rafael Corkidi, cineasta mexicano (n. 1930).
- 2013: Stanislas Dombeck, futbolista francés (n. 1931).
- 2013: Johannes van Dam, periodista culinario y escritor neerlandés (n. 1946).
- 2013: Rafael del Estad, músico español (n. 1938).
- 2013: Johnny Laboriel, músico mexicano de rock (n. 1942).
- 2013: Ken Norton, boxeador estadounidense (n. 1943).
- 2013: Marcel Reich-Ranicki, crítico literario y escritor alemán (n. 1920).
- 2013: Carlos Alberto Raffo, futbolista argentino (n. 1926).
- 2015: Eduardo Bonvallet, futbolista y comentarista deportivo chileno (n. 1955).
- 2015: Mario Benjamín Menéndez, militar argentino (n. 1930).
- 2015: Freddy Ternero, futbolista, entrenador y alcalde peruano (n. 1962).
- 2018: Carmencita Lara, cantante peruana (n. 1926).
- 2019: Fernando Ricksen, futbolista neerlandés (n. 1976).

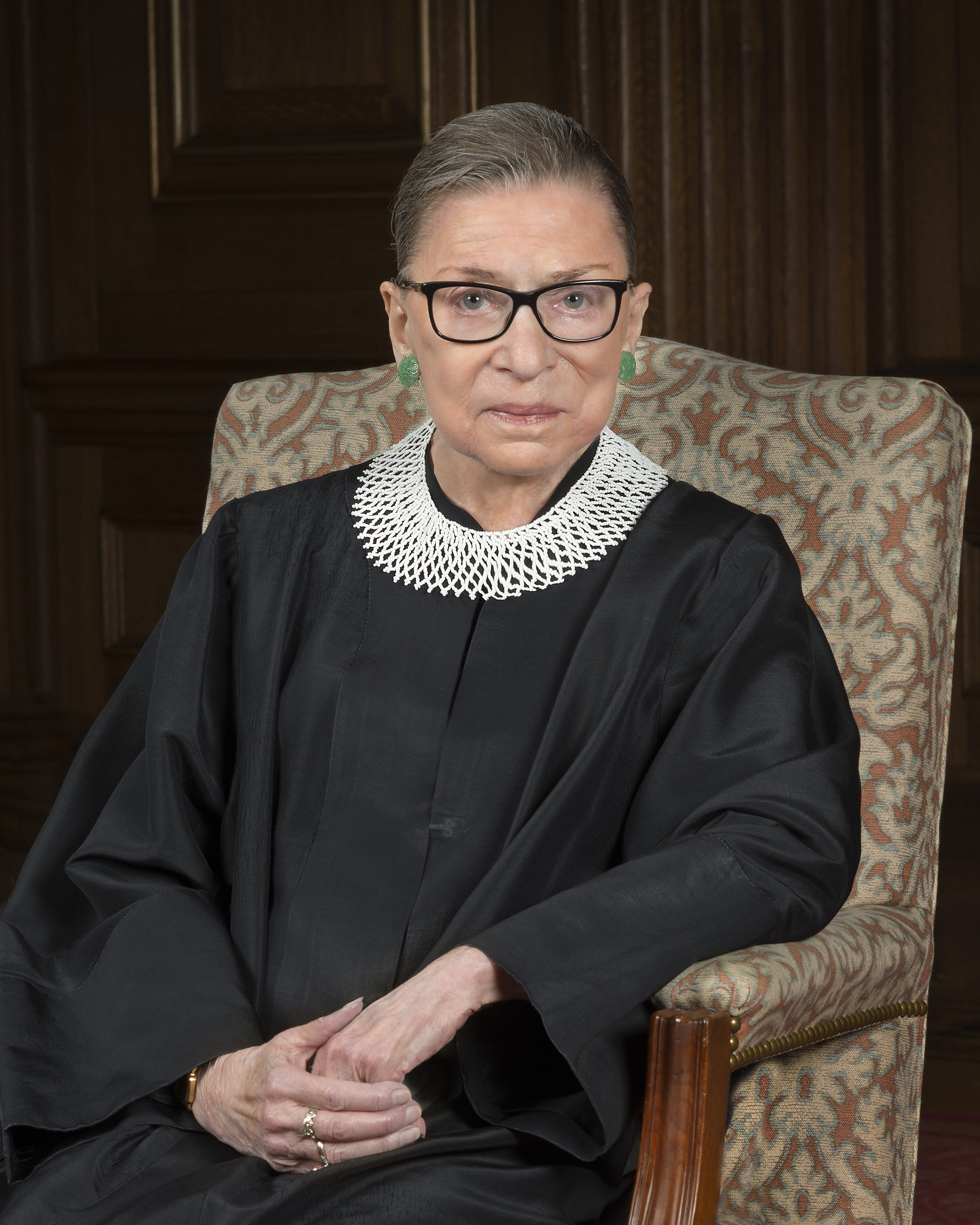
Ruth Bader Ginsburg.

- 2020: Ruth Bader Ginsburg, jurista y jueza asociado de la Corte Suprema de los Estados Unidos (n. 1933).
- 2021:
  - Anna Chromý, pintora y escultora checa (n. 1940).
  - Aquilino Duque, poeta y escritor español (n. 1931).
  - Chris Anker Sørensen, ciclista danés (n. 1984).
  - José-Augusto França, historiador y crítico de arte portugués (n. 1922).
  - Mario Camus, director y guionista cinematográfico español (n. 1935).
- 2022: Vernon Hilton Heywood, biólogo británico (n. 1927).
- 2023: Jorge Bueso Arias, bancario y político hondureño (n. 1919).
- 2024: Rolf Wolfshohl, ciclista alemán (n. 1938).

## Celebraciones
- Día Internacional de la Igualdad Salarial.[2]
- Día Internacional del Control del Agua.
- Día Internacional del Ventilador.[3]
- Día Mundial de la Quiropraxia.[2]
- Día Mundial de la Ética Médica.[2]
- Día Mundial del Síndrome de Pitt-Hopkins.[2]Trastorno del desarrollo neurológico, caracterizado por retraso mental y retraso en el desarrollo. Enfermedad extremadamente rara.
- Día Mundial del Bambú.[2]

 Por países
(Por orden alfabético)
- Argentina:
  - Día del Técnico y Licenciado en Minoridad y Familia.[2]
  - Día del Bajista.
  -  Catamarca: 
    - Día del Ordenanza.[4]

  -  Córdoba: 
    - Día de la Bandera de la provincia de Córdoba.[5]
Establecida por la Ley Provincial Nº 9.806 del 7 de julio de 2010.

- Azerbaiyán: 
  - Día de la música azerbaiyana.

- Chile: 
  - El Dieciocho: Fiestas Patrias (se conmemora la Primera Junta Nacional de Gobierno, 1810).

- Colombia: 
  - Día Nacional del Amor y Amistad.

- Croacia: 
  - Día de la Marina Croata.

- Estados Unidos: 
  -  Día de la Fuerza Aérea de los Estados Unidos.
(en inglés: U.S. Air Force Day).
  - Día Nacional de Concientización sobre el VIH/SIDA y el Envejecimiento.[6]
(en inglés: National HIV/AIDS and Aging Awareness Day).
  - Día Nacional del Primer Amor.
(en inglés: First Love Day).
  - Día de la Hamburguesa con Queso.
(en inglés: Cheeseburger Day).

### Santoral católico

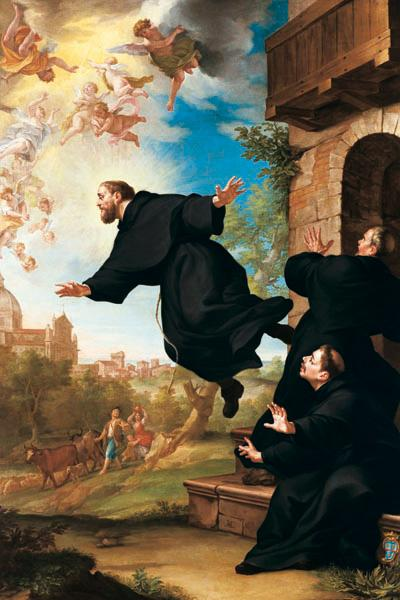
San José de Cupertino levitando junto a la Iglesia de Loreto.

- San José de Cupertino, presbítero (1663).[7]
- San Océano de Nicomedia, mártir.
- Santa Ariadna de Prymnesso, mártir.
- San Ferréolo de Vienne, mártir (s. III).
- San Eustorgio de Milán, obispo (355).
- San Senario de Avranches, obispo (s. VI).
- San Ferréolo de Limoges, obispo (s. VI).
- San Eumenio de Gortina, obispo (s. VII).
- Santa Ricarda de Andlau (895).
- Santa Sofía de Egipto (s. I)
- Santo Domingo Trach, presbítero y mártir (1840).
- Beatos David Okelo y Gildo Irwa, catequistas y mártires (1918).
- Beato Carlos Eraña Guruceta, mártir (1936).
- Beatos Fernando García Sendra y José García Mas, presbíteros y mártires (1936).
- Beatos Ambrosio Chuliá Ferrandis, Valentín Jaunzarás Gómez, Francisco Lerma Martínez, Ricardo López Mora y Modesto Gay Zarzo, mártires (1936).
- Beato José Kut, presbítero y mártir (1942).